# Jahanpanah
Jahanpanah fue la cuarta ciudad medieval erigida en Delhi, establecida en 1326-1327 por Muhammad bin Tughluq (1325-1351), gobernante del sultanato de Delhi. Para hacer frente a la constante amenaza de los mongoles, Tughlaq construyó la ciudad fortificada de Jahanpanah (en persa, 'refugio del mundo') subsumiendo el fuerte de Adilabad, que se había construido en el siglo XIV, y también todos los sitios situados entre Qila Rai Pithora y el fuerte Siri. Ni la antigua ciudad ni el fuerte han sobrevivido. Se han ofrecido muchas explicaciones. Una de ellas es que el gobierno idiosincrásico de Mohammed bin Tughlaq trasladó inexplicablemente la capital a Daulatabad, en el Decán, aunque luego regresó a Delhi poco después.
Las ruinas de las murallas de la ciudad se ven incluso ahora en la carretera entre Siri y Qutab Minar y también en paños aislados detrás del Instituto Indio de Tecnología (IIT), en Begumpur, en Khirki Masjid cerca de la aldea de Khirki, en Satpula y en muchos otros lugares cercanos; en algunas secciones, como se ve en Satpula, los muros del fuerte eran lo suficientemente anchos como para tener unos pocos almacenes incorporados para apilar provisiones y armería. El misterio de los recintos de la ciudad (del complejo) se ha desarrollado a lo largo de los años con excavaciones que han revelado la existencia de una gran cantidad de monumentos en las aldeas y colonias del sur de Delhi. Debido a la compulsa expansión urbana de la ciudad capital de Delhi, Jahanpanah es ahora parte del desarrollo urbano exclusivo del sur de Delhi. El pueblo y la riqueza de las ruinas esparcidas por todas partes ahora están rodeadas por los suburbios del sur de Delhi, por Panchshil Park South, Malviya Nagar, Adchini, la sucursal de Delhi del Ashram Aurobindo y otras colonias de viviendas más pequeñas. Está rodeado, en dirección N-S, por la carretera de circunvalación exterior y el complejo Qutb y, en dirección E-O, por la carretera Mehrauli y la carretera Chirag Delhi, con el Instituto Indio de Tecnología ubicado al otro lado de la carretera Mehrauli como un hito importante.

## Etimología
La etimología de Jahanpanah consiste en dos palabras persas, جهان 'Jahan', 'el mundo', y پناه 'panah', 'refugio', significando 'refugio del mundo'.

## Historia
Muhammad bin Tughluq, sultán de Delhi en  1325-1351,  —hijo de Ghiyasuddin Tughlaq (r. 1320-1325)  fundador de la dinastía tughlaq  y que había construido el fuerte de Tughlaqabad—, construyó la nueva ciudad de Jahanpanah entre 1326 y 1327 rodeando las anteriores  ciudades de Siri y de Lal Kot con una muralla con 13 puertas. Pero lo que queda de la ciudad y del fuerte de Adilabad son grandes ruinas, que dejan mucha ambigüedad y conjeturas sobre su estatus físico sobre por qué y cuándo fue construido por Tughlaq. Algunas de las edificaciones que han sobrevivido parcialmente son el Bijay Mandal (que se infiere que albergaba el palacio de Hazar Sutan, ahora destruido), la mezquita Begumpur, el Serai Shaji Mahal, el Lal Gumbad, Baradari y otros edificios cercanos y paños dispersos de muros de mampostería de escombros. De la crónica de Ibn Batuta del período (que vivió en Delhi en 1333-1341) se infiere que Lal Kot (el complejo de Qutb) era entonces el área urbana, que Siri era el acantonamiento militar y que el área restante consistía en su palacio (Bijaymandal) y otras edificaciones como mezquitas, etc.
Ibn Batuta razonaba que Muhammad Shah deseaba ver una ciudad unificada que comprendiera Lal Kot, Siri, Jahanpanah y Tughlaqabad, con una fortificación continua que las abarcara, pero que el alto coste le obligaría a abandonar el plan a mitad de ejecución. En su crónica, Batuta también declara que el palacio de Hazar Sutan (o sea, el palacio de 1000 pilares'), construido fuera de los límites del fuerte de Siri pero dentro del área de la ciudad de Jahanpanah, era la residencia de los Tughlaq.
El palacio de Hazar Sutan estaba ubicado dentro del área fortificada de Jahnapanah, en Bijaya Mandal (que en hindi significa, literalmente, 'plataforma de la victoria'). El gran palacio con su sala de audiencias con un dosel de madera pintada y columnas se describe vívidamente, pero ya no existe. El fuerte sería un refugio seguro para las personas que vivían entre Qila Rai Pithora y Siri. Tughalqabad continuó siendo el centro de gobierno de Tughlaq hasta que, por razones extrañas e inexplicables, trasladó su capital a Daulatabad; sin embargo, regresó después de un corto período. 

### Adilabad

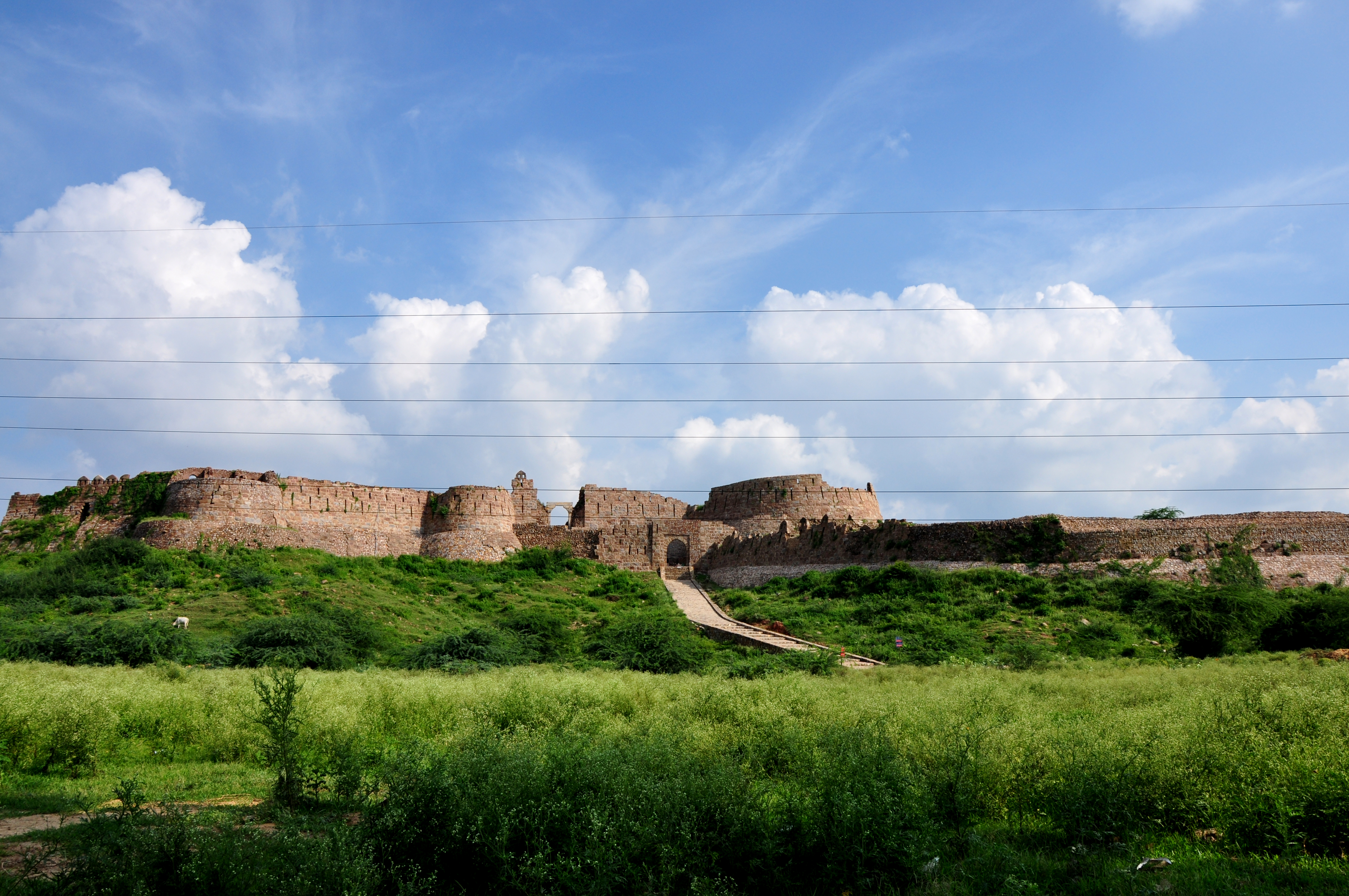
Frente del fuerte de Adilabad

Adilabad, un fuerte de tamaño modesto construido en las colinas al sur de Tughlaqabad, recibió enormes murallas protectoras en su límite alrededor de la ciudad de Jahanpanah. El fuerte era mucho más pequeño que su predecesor, el fuerte de Tughlaqabad, pero de diseño similar. El Servicio Arqueológico de la India (ASI) en su evaluación del estado del fuerte para su conservación ha registrado que dos puertas,
una con barbacanas entre dos baluartes, al sureste, y otra al suroeste. En su interior, separada por un patio interior, hay una ciudadela formada por murallas, bastiones y puertas en cuyo interior se encuentran los palacios.
El fuerte también se conocía como 'Muhammadabad', pero se infiere que es un desarrollo de los últimos días. Las dos puertas en el sureste y suroeste de la fortaleza de Adilabad tenían cámaras en la planta inferior, mientras que las puertas este y oeste tenían contenedores de grano y patios en las plantas superiores. Las fortificaciones construidas, unidas con las otras dos murallas de la ciudad, tenían 12 m de espesor y se extendían unos de 8 km de longitud. Otra fortaleza más pequeña, llamada Nai-ka-Kot (literalmente, 'fortaleza del barbero') también se construyó a una distancia de aproximadamente 700 m de Adilabad, con una ciudadela y los campamentos del ejército, del que ahora solo se ven las ruinas.

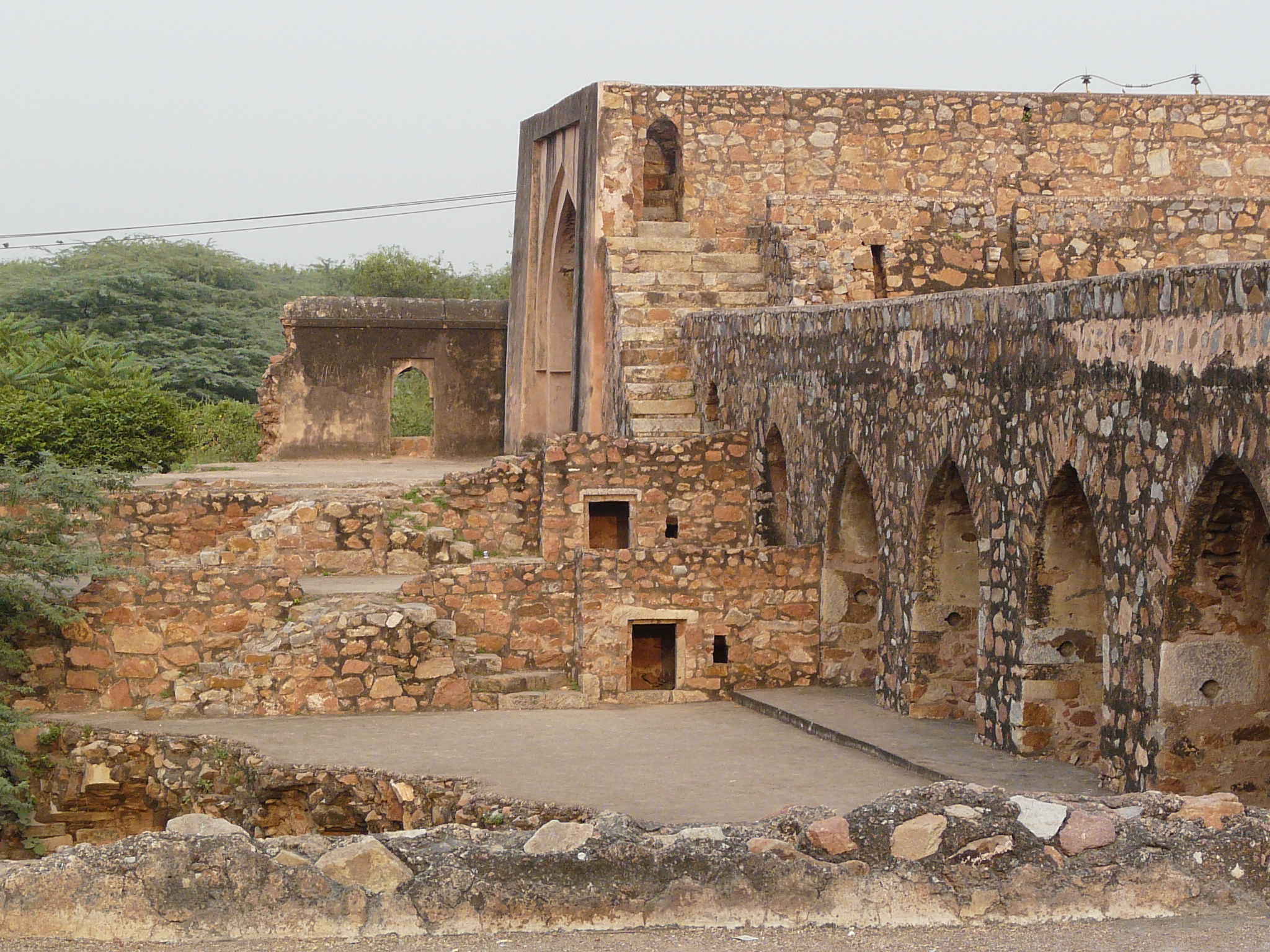
Arcadas de la plataforma de Satpula

La atención principal de Tughlaq a las infraestructuras, en particular al suministro de agua a la ciudad, también estuvo presente. Se construyó una edificación (vertedero o tanque) con siete compuertas (en hindi, satpula, que significa 'siete puentes') sobre un arroyo que atravesaba la ciudad. Esa edificación  llamada Satpula sigue existiendo (aunque no funciona) cerca del pueblo Khirki, en los muros exteriores de Jahanpanah. También se han construido edificaciones similares en Tughlaqabad y en Delhi en el complejo Hauz Khas, cubriendo así las necesidades de suministro de agua de toda la población de Jahanpanah.

Adilabad
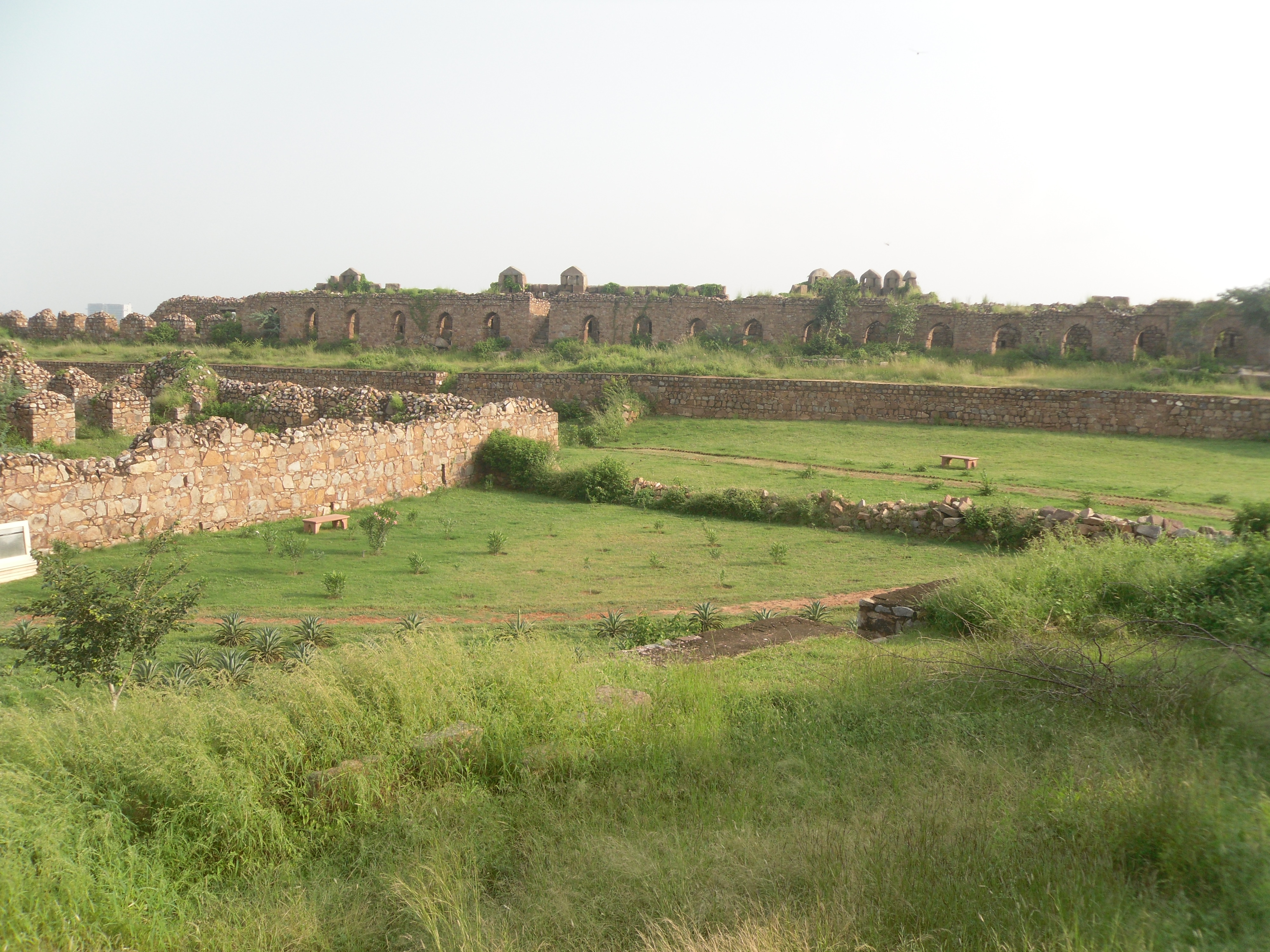
Interior de Adilabad
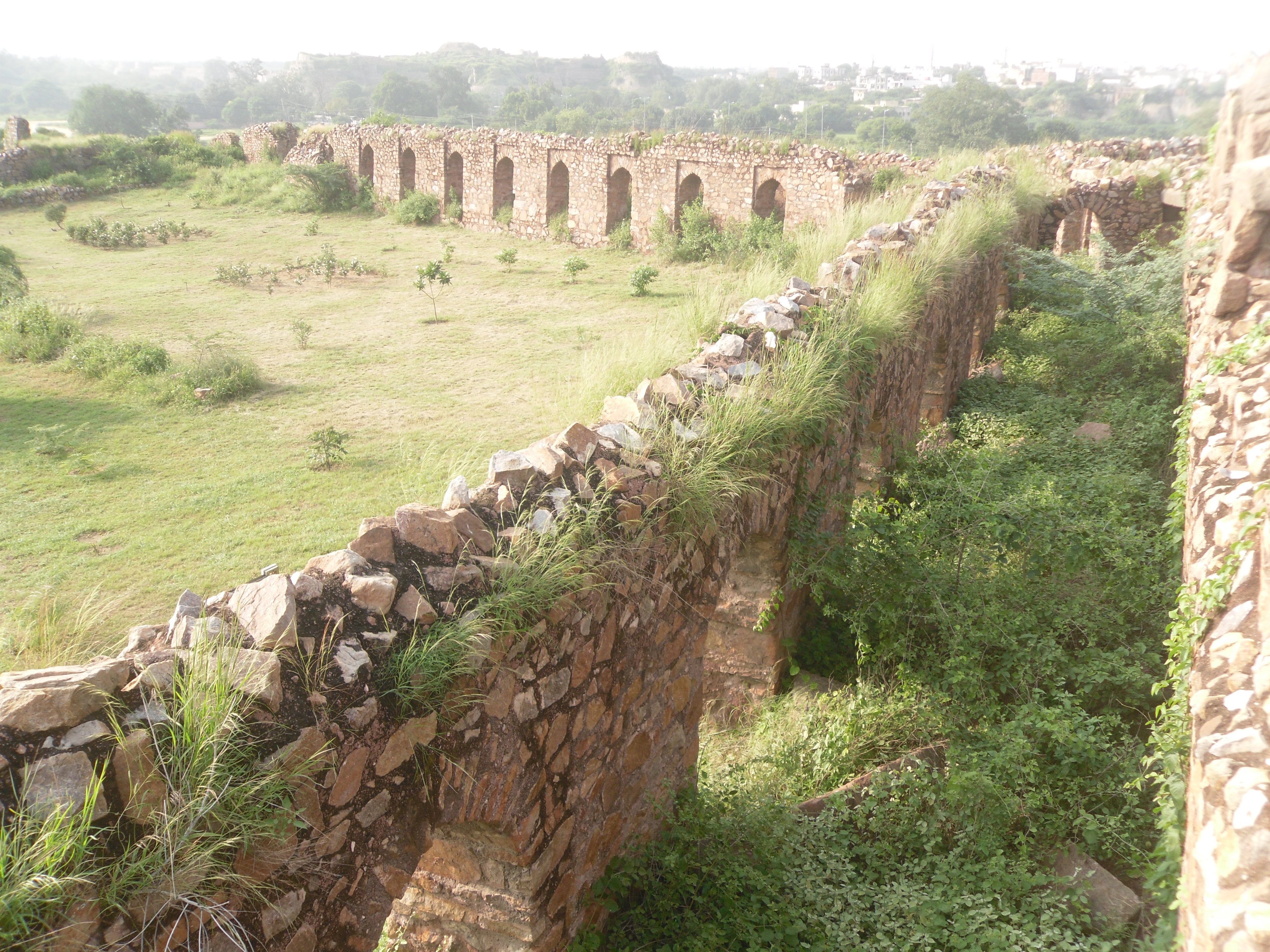
Interior de Adilabad
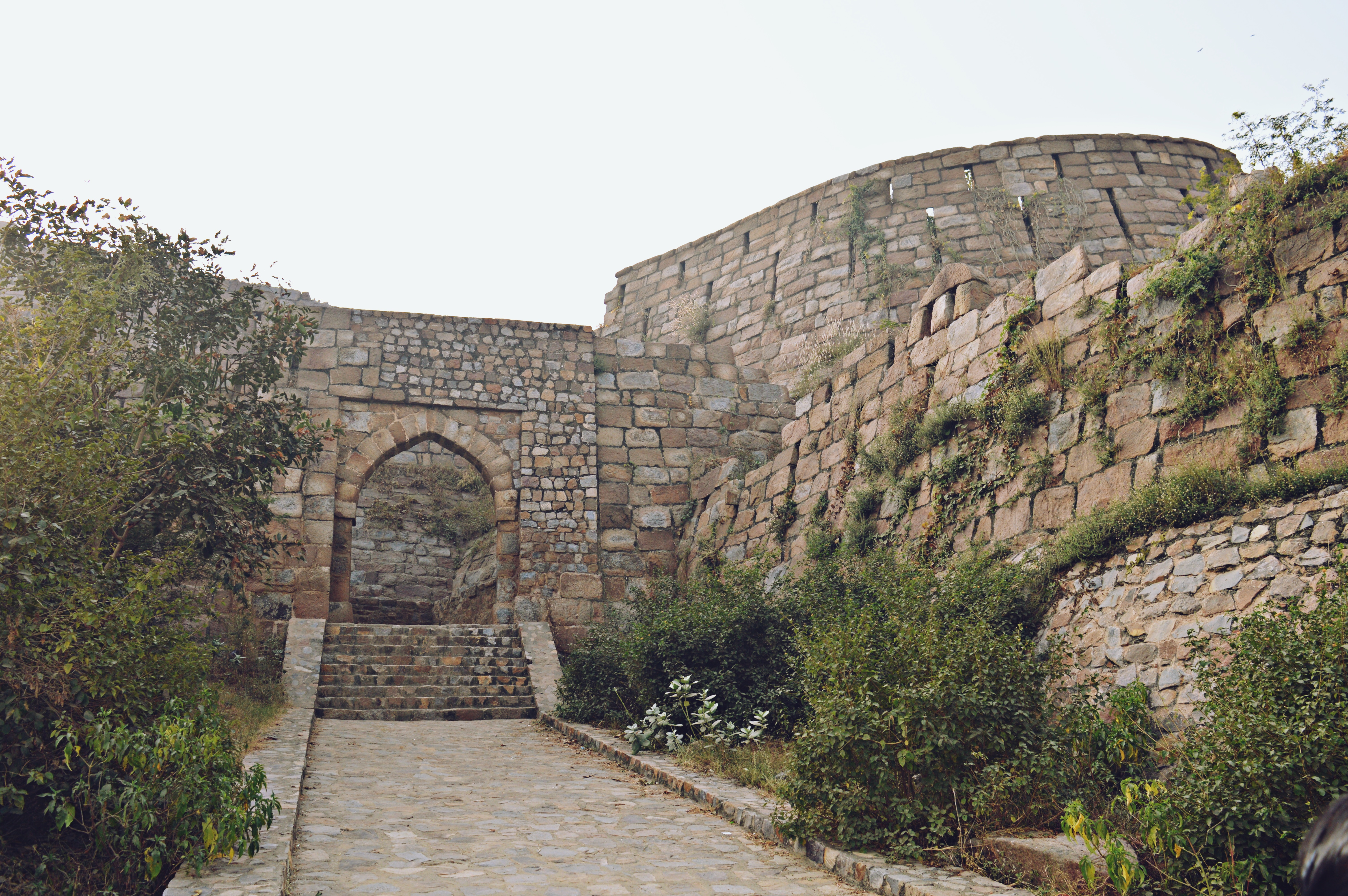
Acceso al fuerte de Adilabad
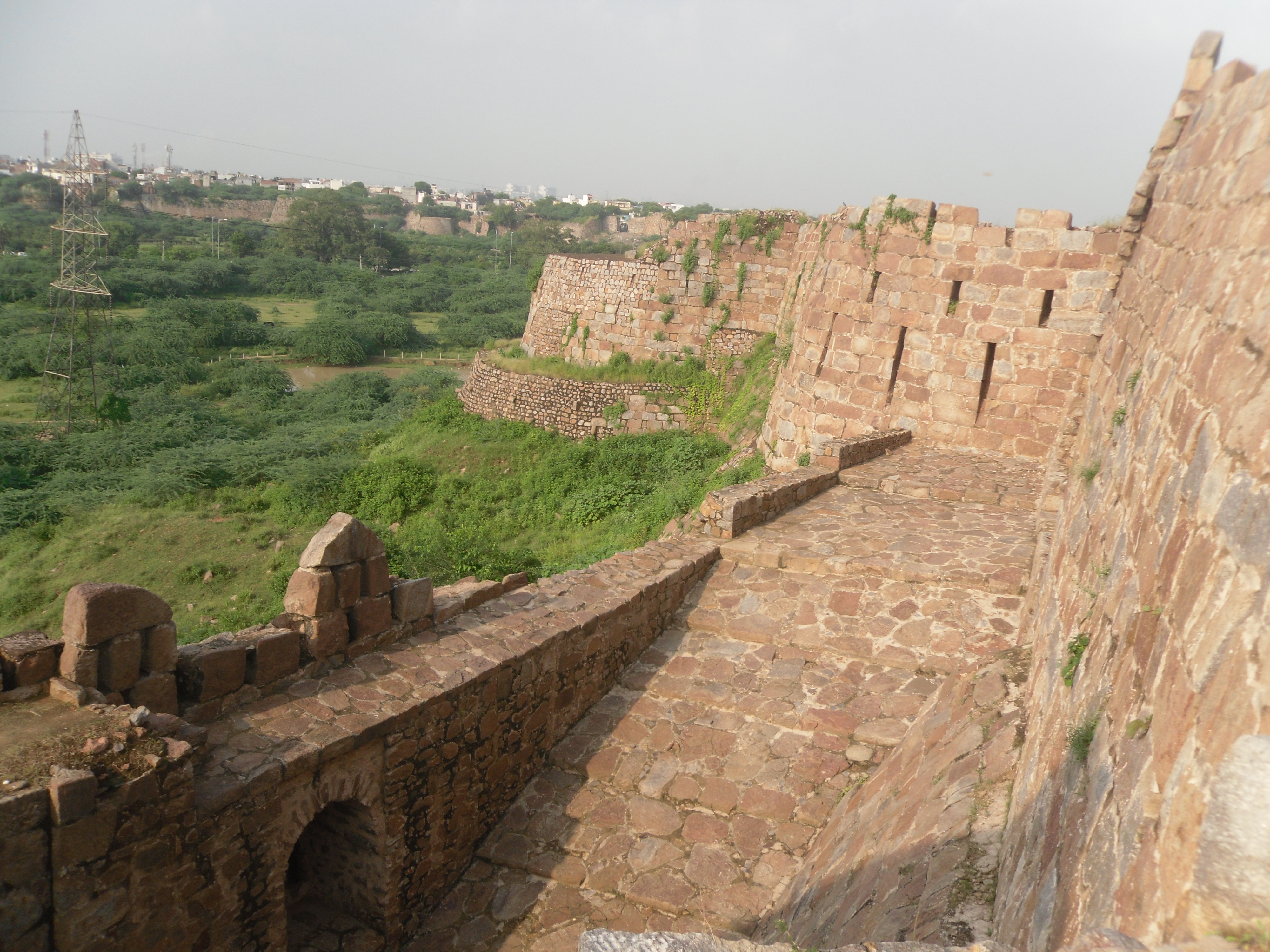
Detalle de las murallas
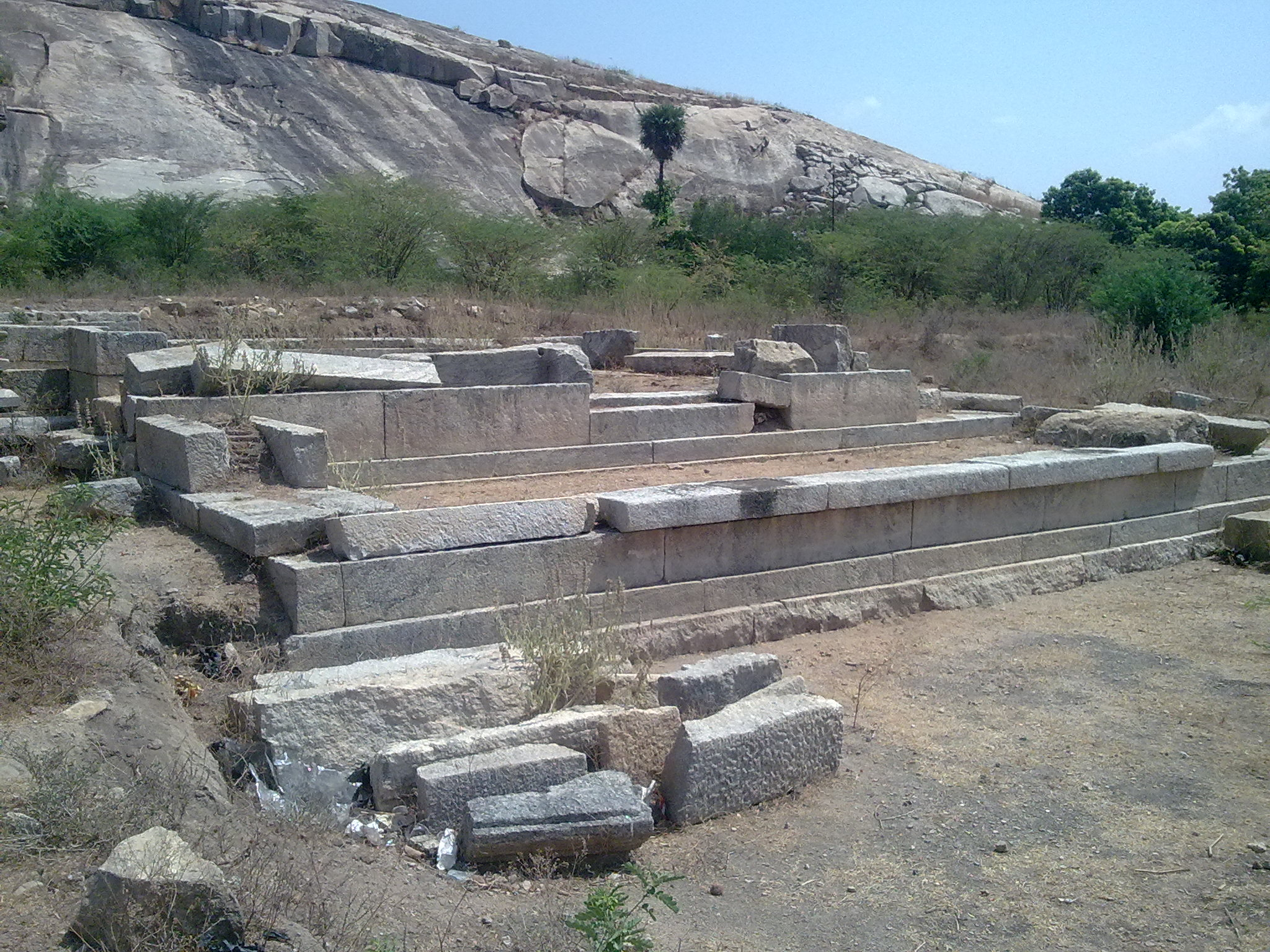
Restos

### Mezquita de Begampur

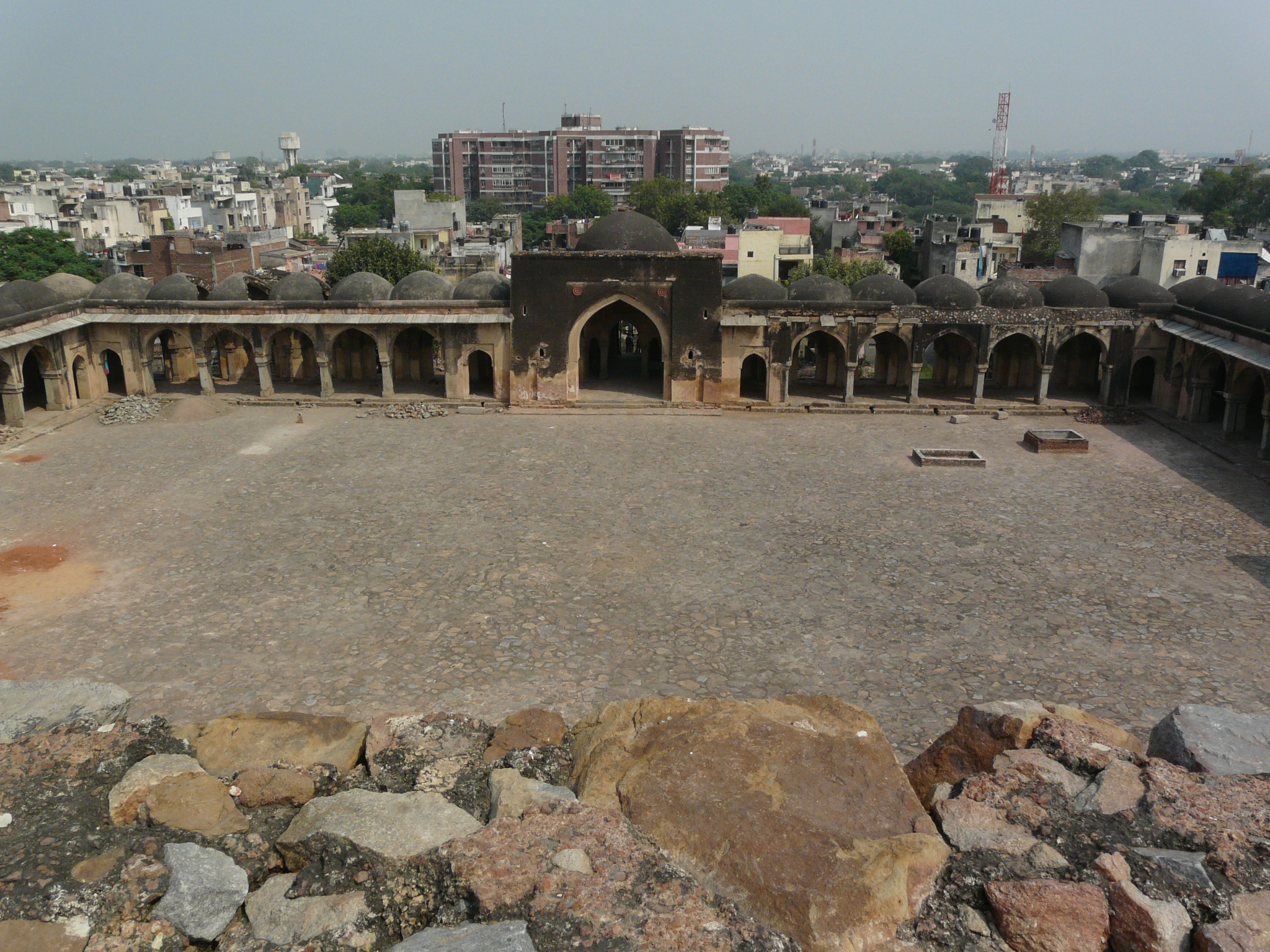
Patio de la mezquita Begumpur y las pequeñas cúpulas en el techo

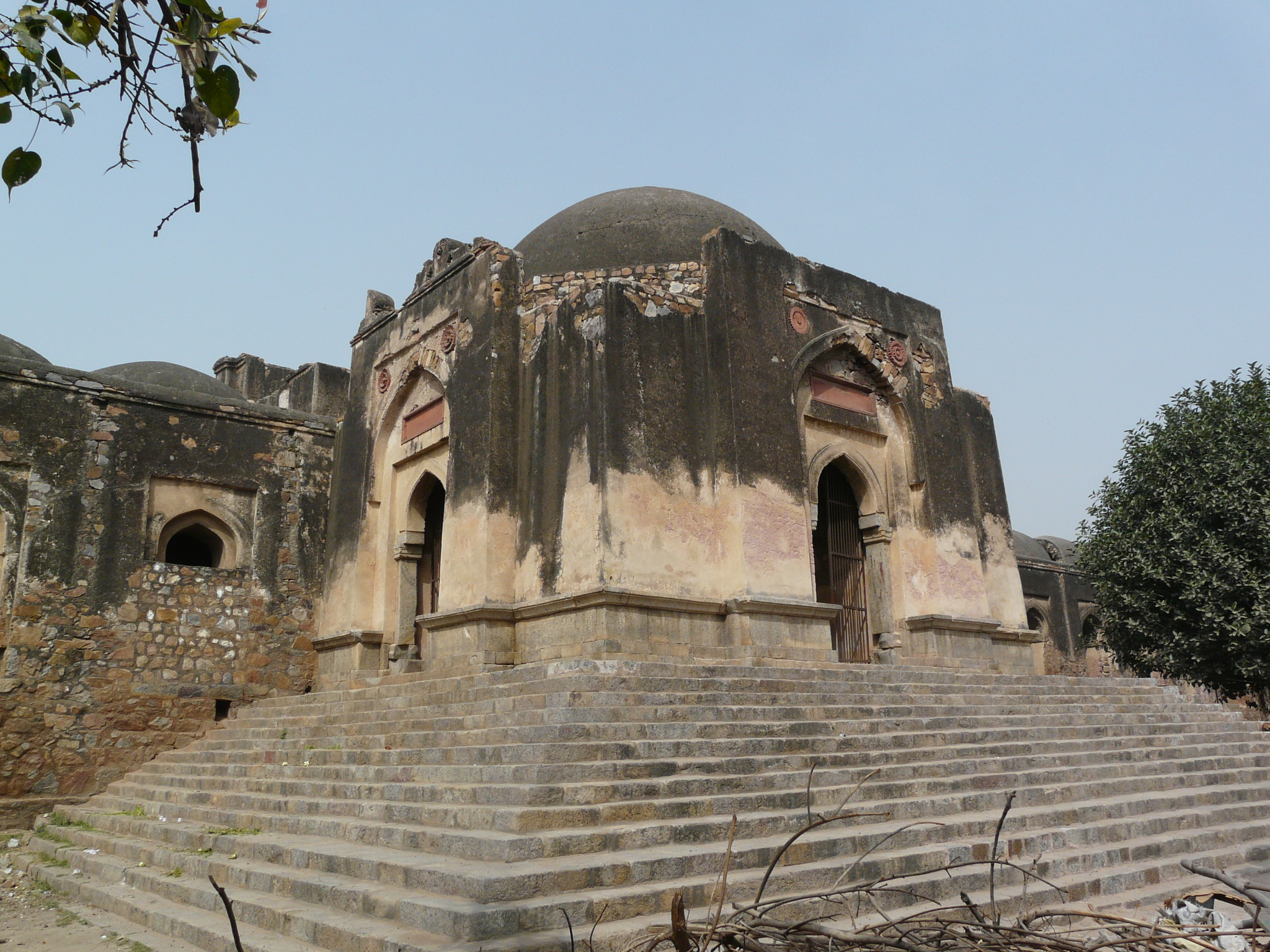
Puerta este de la mezquita

Ahora, los restos de la ciudad yacen esparcidos en la aldea de Begumpur, como un recordatorio mudo de su antigua gloria. La mezquita de Begumpur, un vestigio de la ciudad vieja, de planta general de 90 x 94 m con un patio interior de 75 x 80 m, se dice que estaba inspirada en un diseño del arquitecto iraní Zahir al-Din al-Jayush. Edificio majestuoso erigido en un lugar de honor en el corazón de la ciudad, jugó un papel fundamental al servir como madrasa, centro administrativo con la tesorería y gran mezquita que sirvió como centro comunitario y social rodeado por un área de mercado. Tiene un diseño inusual con pasajes cubiertos de tres arcos con una sala de oración de nueve tramos de «tres por ocho» en el oeste.
La construcción de esta mezquita, según sean las fuentes, se ha atribuido tanto a Khan-i-Jahan Maqbul Tilangani —primer ministro durante el gobierno de Firuz Shah Tughlaq, quien también fue constructor de seis mezquitas más (dos de ellas en las inmediaciones)— como a Tughlaq debido a su proximidad al Bijay Mandal y probablemente podría estar fechada hacia 1351, el año en que Tughlaq murió aquí. En apoyo de la segunda opinión, se dice que Ibn Batuta, el cronista de la época (hasta su partida de Delhi en 1341) no dejó constancia de este monumento. La mezquita considerada una obra maestra arquitectónica tiene tres puertas, una en cada uno de los tres pasajes cubiertos, en las direcciones Norte, Este (puerta principal) y Sur. El muro Oeste que tiene el mihrab, tiene alminares ahusados de estilo Toghluqi que flanquean la alta abertura central cubierta por una gran cúpula. Todo el pasaje del muro oeste tiene veinticinco aberturas arqueadas. La pared del mihrab muestra cinco proyecciones.
La sala de oración tiene modestas tallas decorativas, pero las columnas y las paredes son suaves. El acceso a la puerta Este es desde el nivel de la carretera hasta un tramo de escalones para acceder al pedestal elevado sobre el que se ha construido esta mezquita única con un diseño de cuatro iwanes. También se pueden ver chajjas o aleros de piedra en las cuatro arcadas. La entrada Norte, elevada 1 m, probablemente unía la mezquita con el palacio Bijayamandal. El trabajo de emplastecido de estuco en las paredes de la mezquita ha permanecido siglos e incluso ahora muestra algunos azulejos fijados sobre ellos en algunos lugares. La mezquita estuvo ocupada desde la existencia de Jahanpanah hasta el siglo XVII. En el período posterior, los invasores ocuparon la mezquita, pero sus alteraciones fueron retiradas por el Servicio Arqueológico de la India (ASI) en 1921. Una entrada desde el norte, cerrada por un carril, se ha interpretado como un acceso utilizado por las mujeres de la familia del sultán para asistir a las oraciones en la mezquita.

Mezquita de Begampur
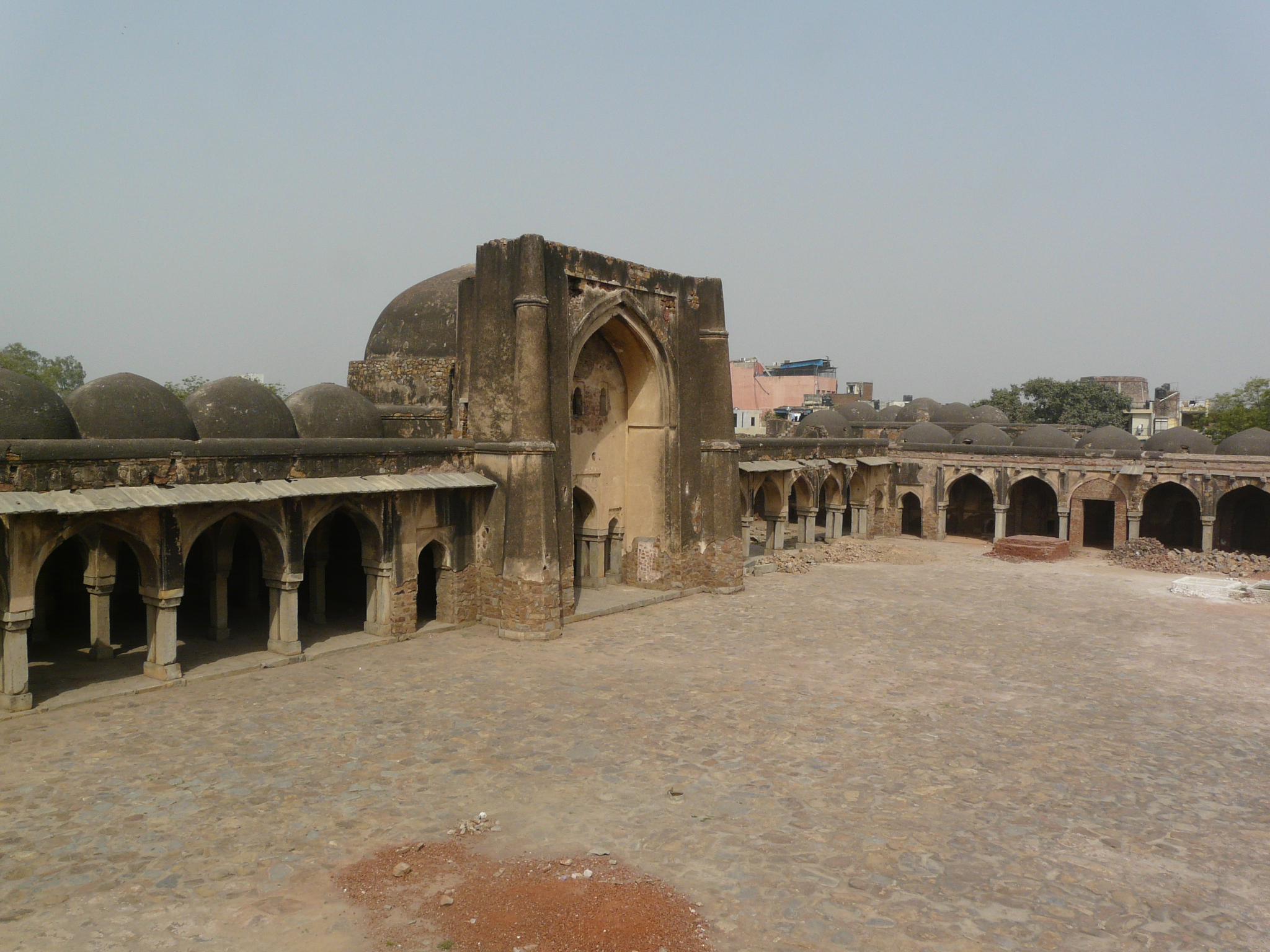
Muros oeste y norte
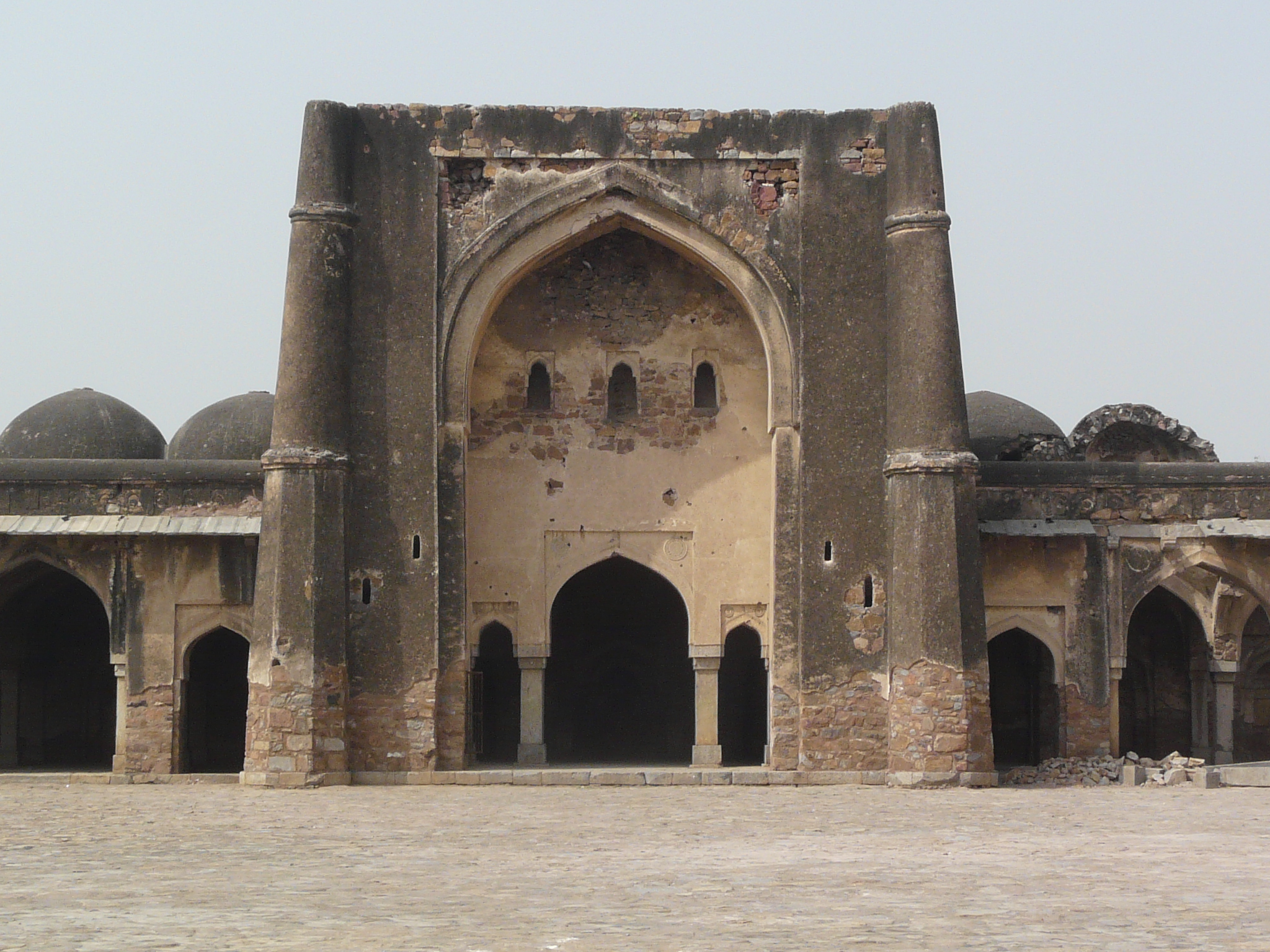
Pishtaq central
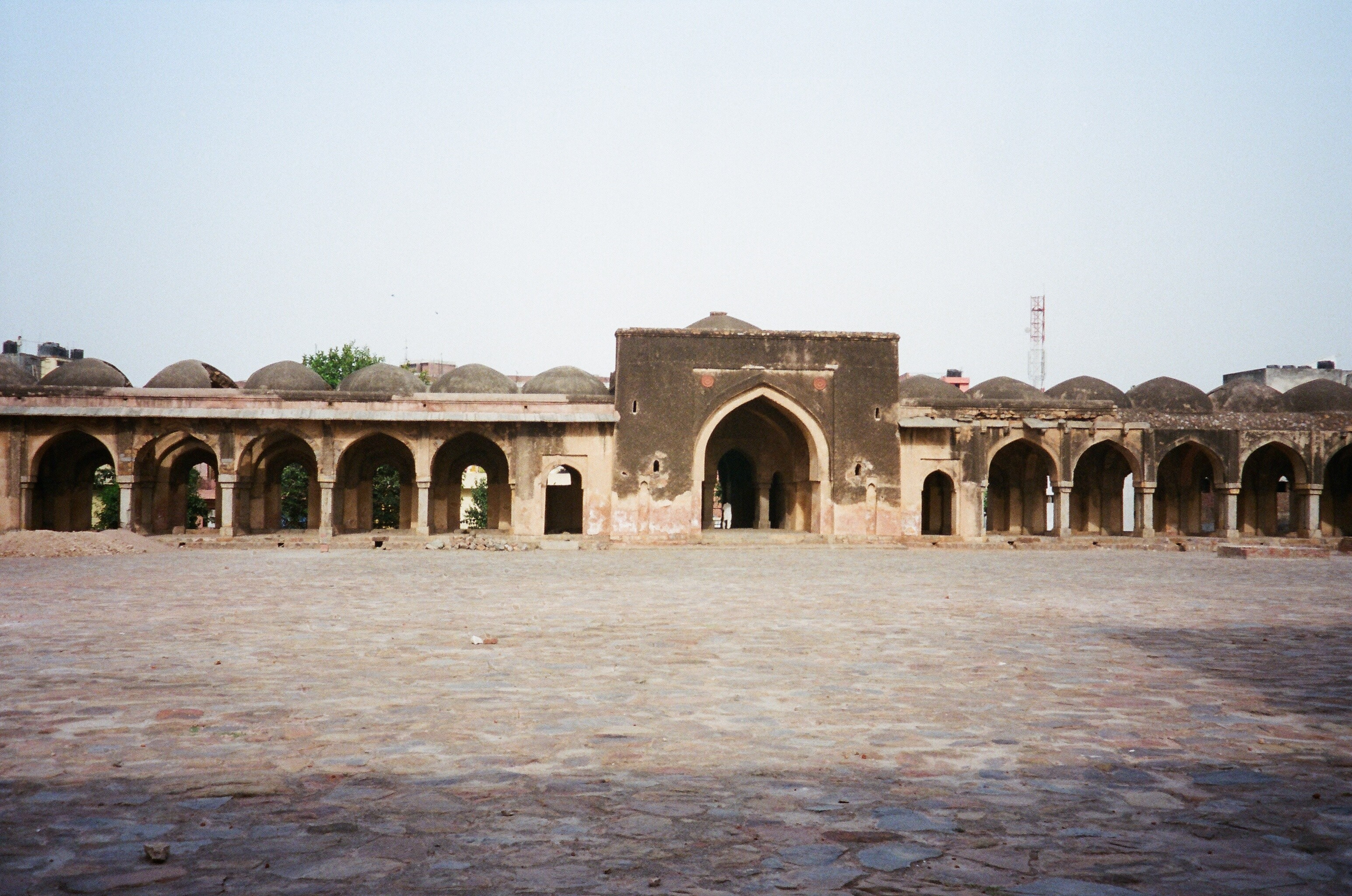
Puerta Este desde el interior del patio de la mezquita
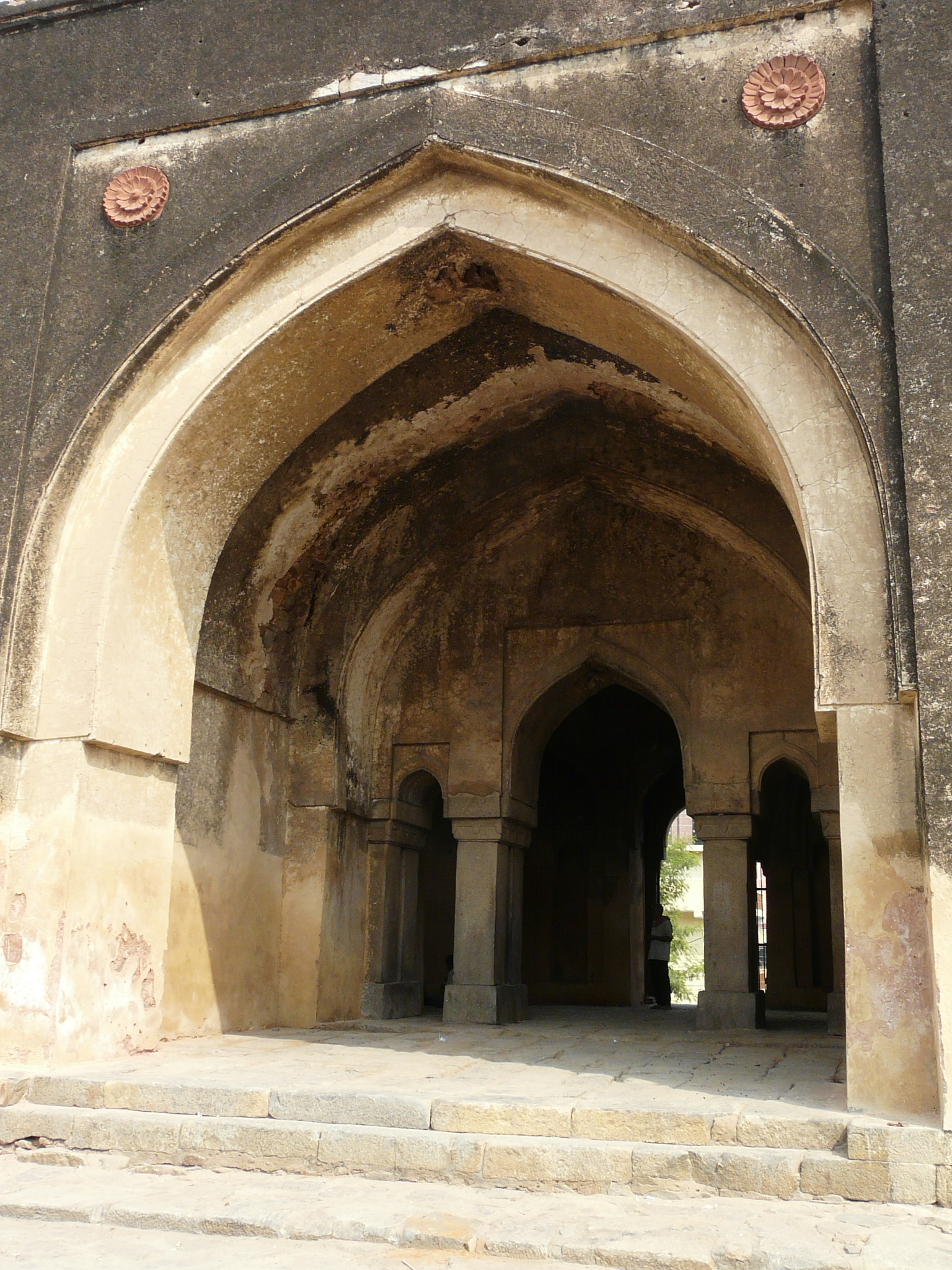
Puerta este de la mezquita Begumpur
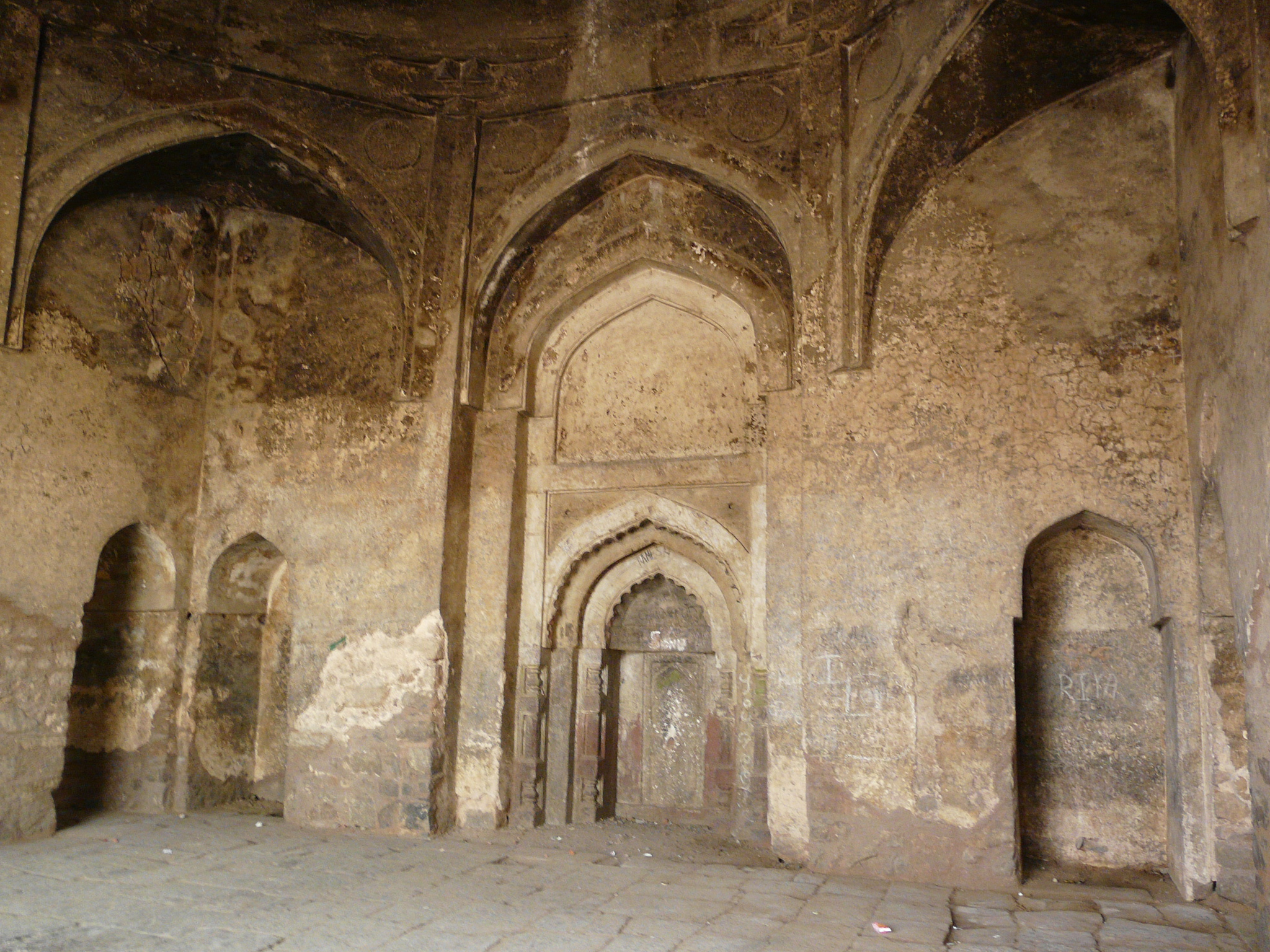
Mihrabs de la mezquita debajo del muro oeste principal

### Bijay Mandal
El Bijay Mandal es un edificio de planta rectangular de 74 m x 82 m, con una cúpula cuadrada bien proporcionada. No se puede clasificar como una torre o un palacio. Es una edificación típica de Toghlaqi con una planta octogonal construida en mampostería de escombros (con enormes muros inclinados en las direcciones este, oeste y sur) sobre una plataforma elevada con puertas en cada una de las direcciones cardinales. El propósito de esta edificación inusual y las ruinas del palacio Sar Dara fueron descritas por Ibn Battuta como el palacio con múltiples cámaras y la gran sala de audiencias públicas como el afamada palacio de Hazar Sutan. También se ha interpretado como una torre de observación para supervisar las actividades de sus tropas. El ambiente del lugar lo presentó como un lugar para relajarse y disfrutar de la vista panorámica de los alrededores. El camino inclinado alrededor del monumento era una paseo que conducía a los apartamentos del sultán. Se ha inferido que dos grandes aberturas en las salas de estar del piso conducían a las bóvedas o al tesoro. En la plataforma nivelada, en el exterior del edificio frente a las habitaciones de los apartamentos, se ven pequeños orificios igualmente espaciados, que se supone eran usados para fijar pilares de madera para sostener una shamiana (pabellón) o cubierta temporal. El proceso de llegada de la gente ante el sultán era por una entrada tortuosa y formal a través de plazas semipúblicas hasta las cámaras privadas de la sala de audiencia. El debate sobre si el palacio de Hazara Sutan citado como existente durante el reinado de Alauddin Khalji y también durante la época de Tughlaq, eran un único palacio no ha sido concluyente. Una hipótesis plausible es que la sala de piedra del palacio fuera construida por Alauddin Khalji, mientras que la torre contigua a los edificios de piedra seguramente fuese construida por Mohammed bin Tughlaq.
Las excavaciones arqueológicas realizadas por el Servicio Arqueológico de la India desenterraron tesoros de las bóvedas de los edificios, que datan de la ocupación de este monumento durante el reinado de Feroz Shah y también del jeque Hasan Tahir (un santo) durante el gobierno de Sikander Lodi a principios del siglo XVI. Además, las excavaciones realizadas en 1934 han revelado algunas bases de pilares de madera atribuidas al palacio de Hazar Sutan. Dentro de los recintos cercanos del Bijay Mandal, se ve un edificio abovedado que tiene una fachada arquitectónica única de dos aberturas en cada uno de sus tres lados, interpretada como un anexo a otro edificio (basado en pasajes subterráneos vistos en la edificación contigua). Sin embargo, se desconoce el propósito para el que se construyó esa cúpula.

Bijay Mandal
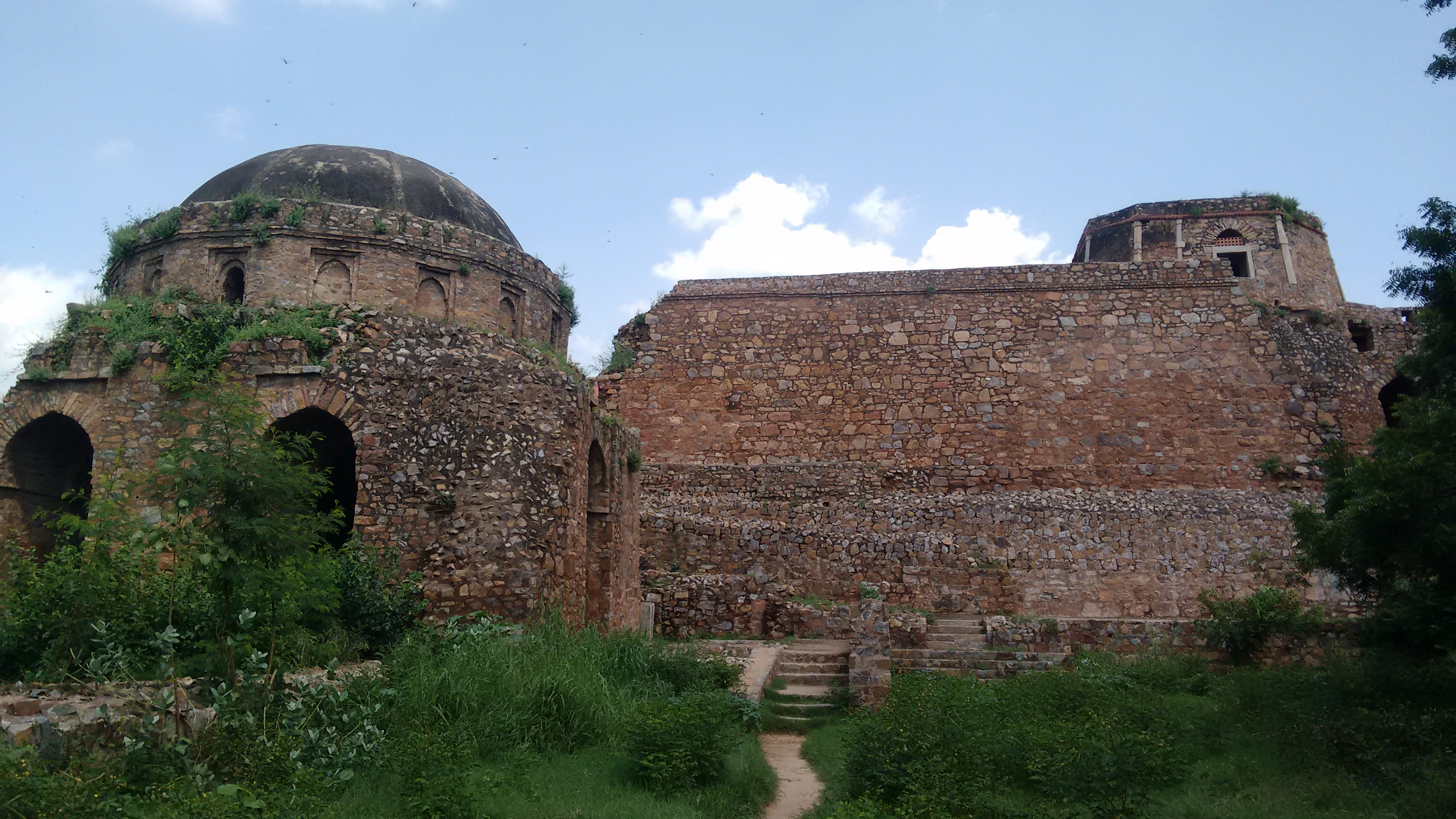
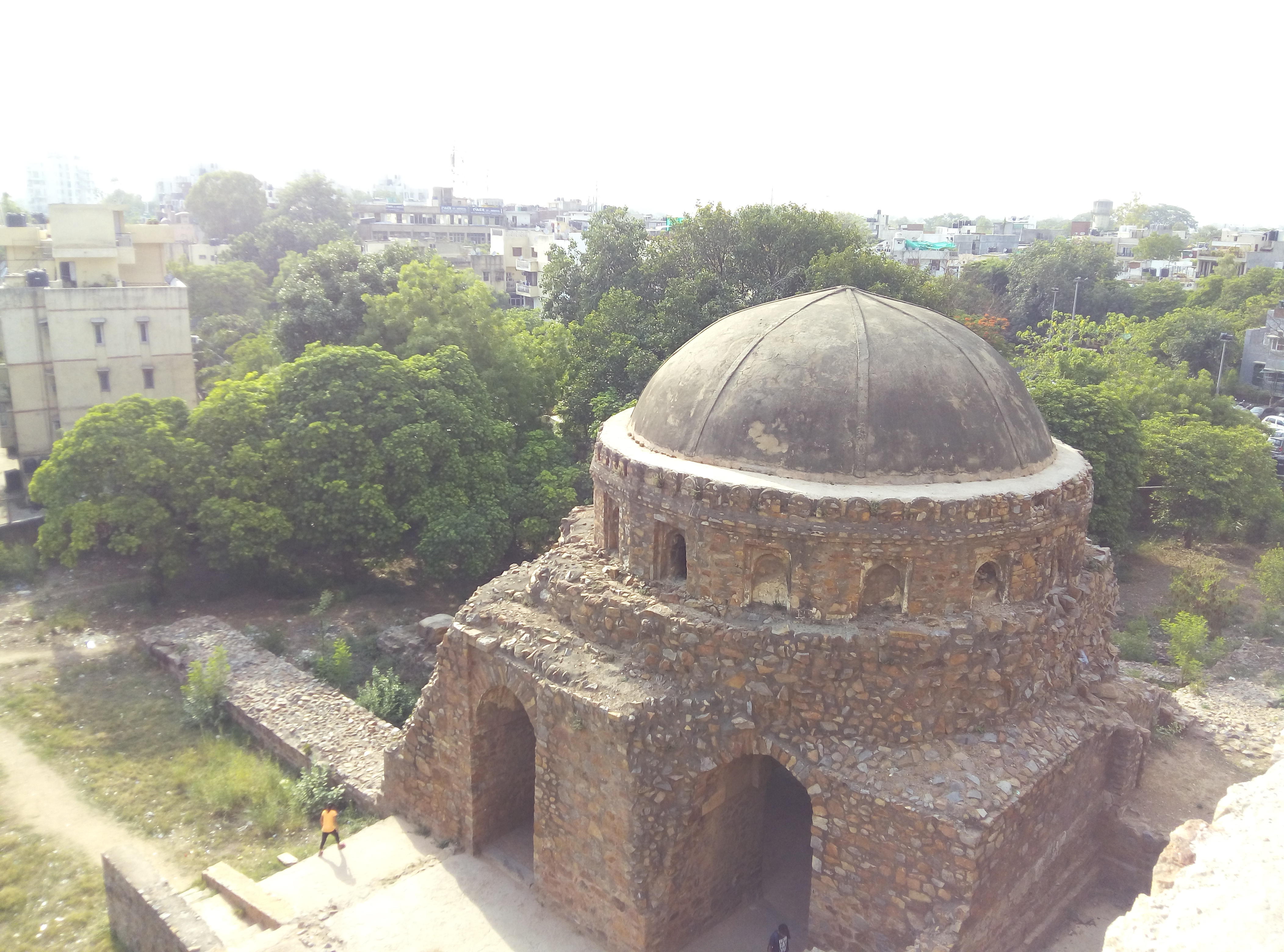
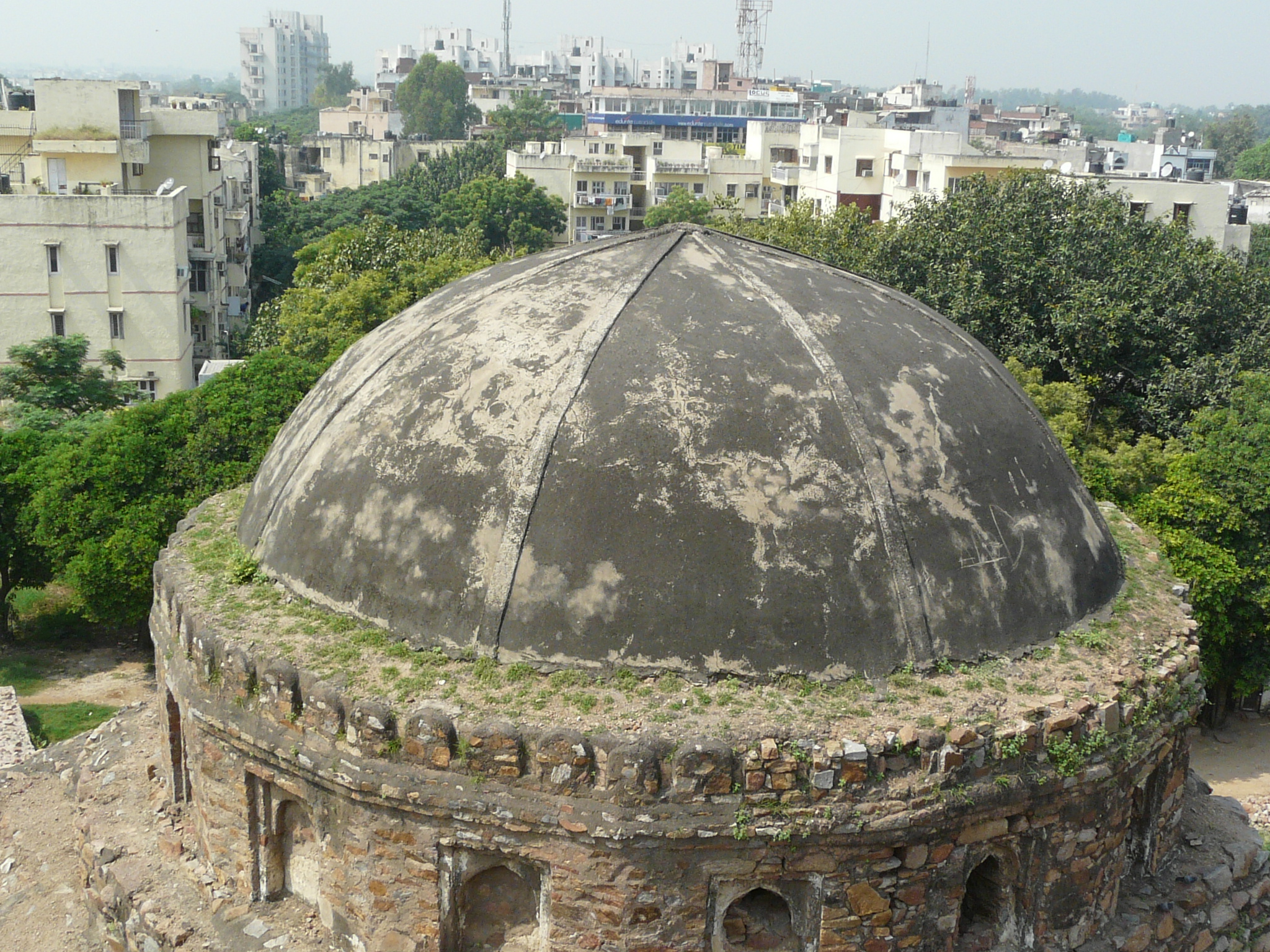
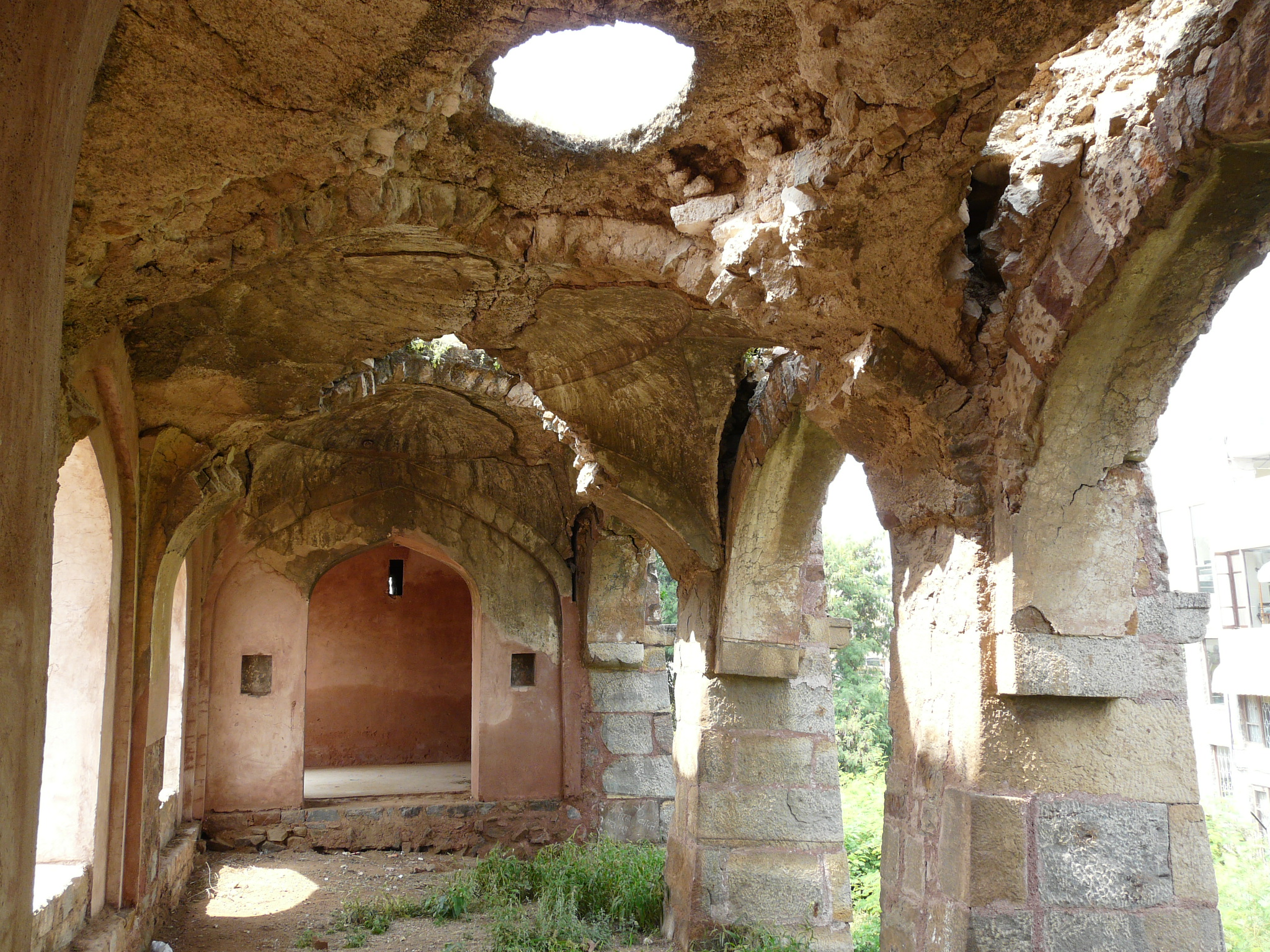
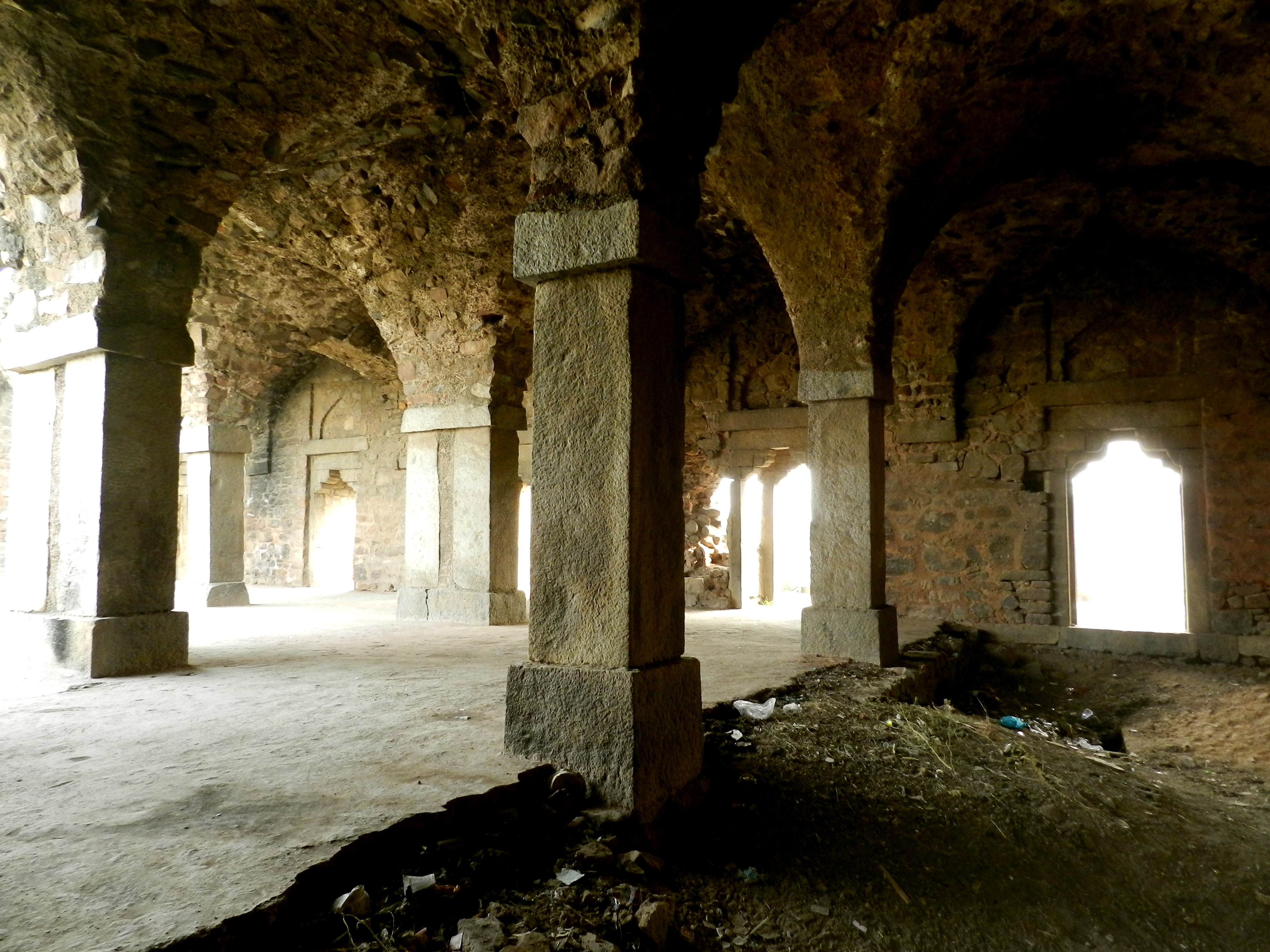

Mezquita de Kalusarai

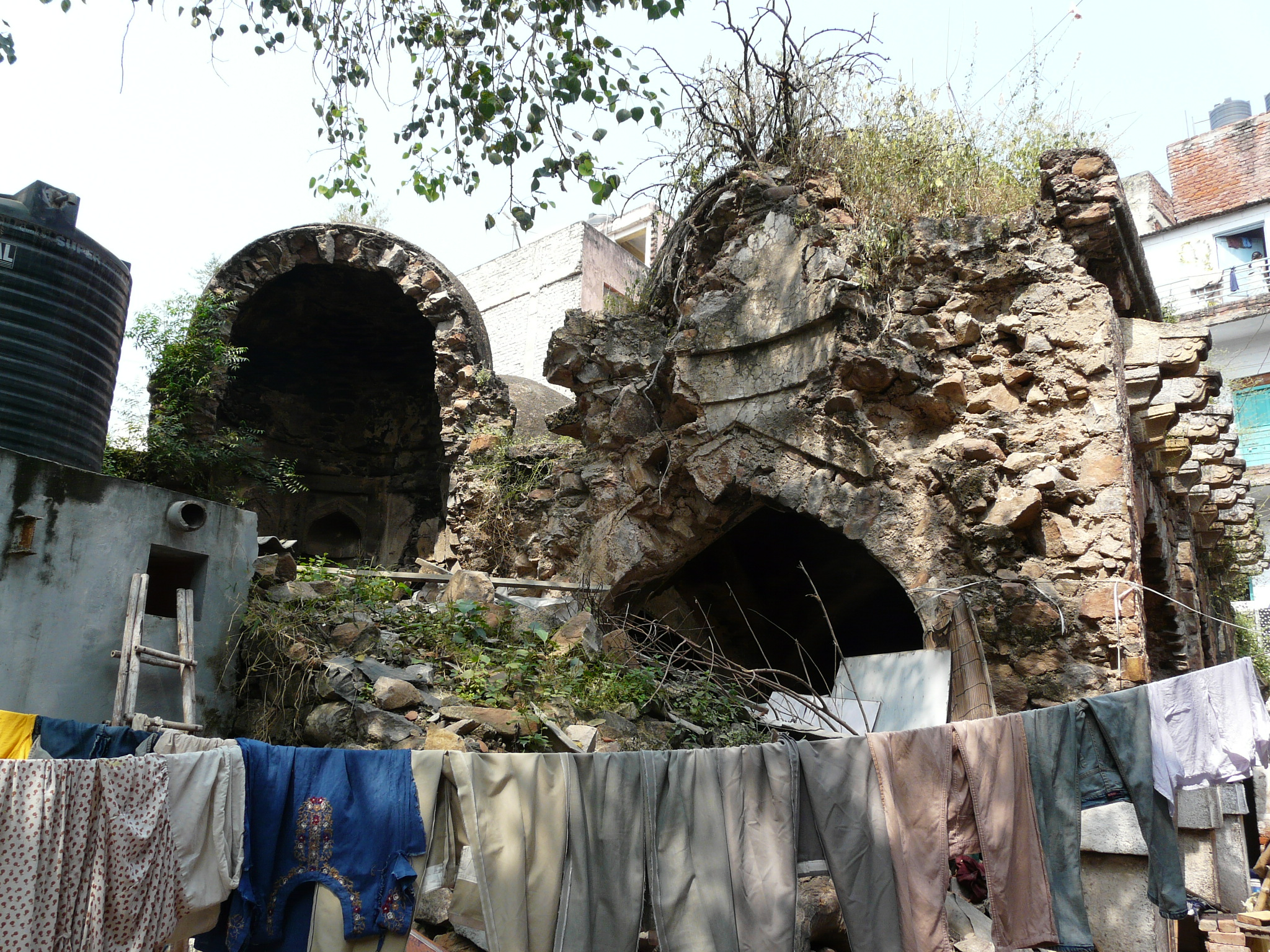
Ruinas de la mezquita de Kalusarai

La mezquita Kalusarai  se localiza unos 500 m al norte de Bijaymandal, pero se encuentra en un estado muy deteriorado y necesita atención urgente en vista de su estatus de monumento patrimonial. En la actualidad, está ocupado como conjunto residencial por algunas familias. La mezquita fue construida por Khan-i-Jahan Maqbul Tilangani, quien fue primer ministro durante el reinado de Feroz Shah Tughlaq, como una de sus siete mezquitas; está construida en el mismo estilo arquitectónico que sus otras obras. Pero incluso ahora las decoraciones visibles del mihrab parecen más intrincadas que en sus otras mezquitas. Cuando se construyó con mampostería de escombros y luego emplastecido, la mezquita tenía siete aberturas arqueadas como fachada, tres tramos profundos y coronada por una secuencia de cúpulas bajas en el estilo arquitectónico típico de Tughlaqi.

### Serai Shaji Mahal

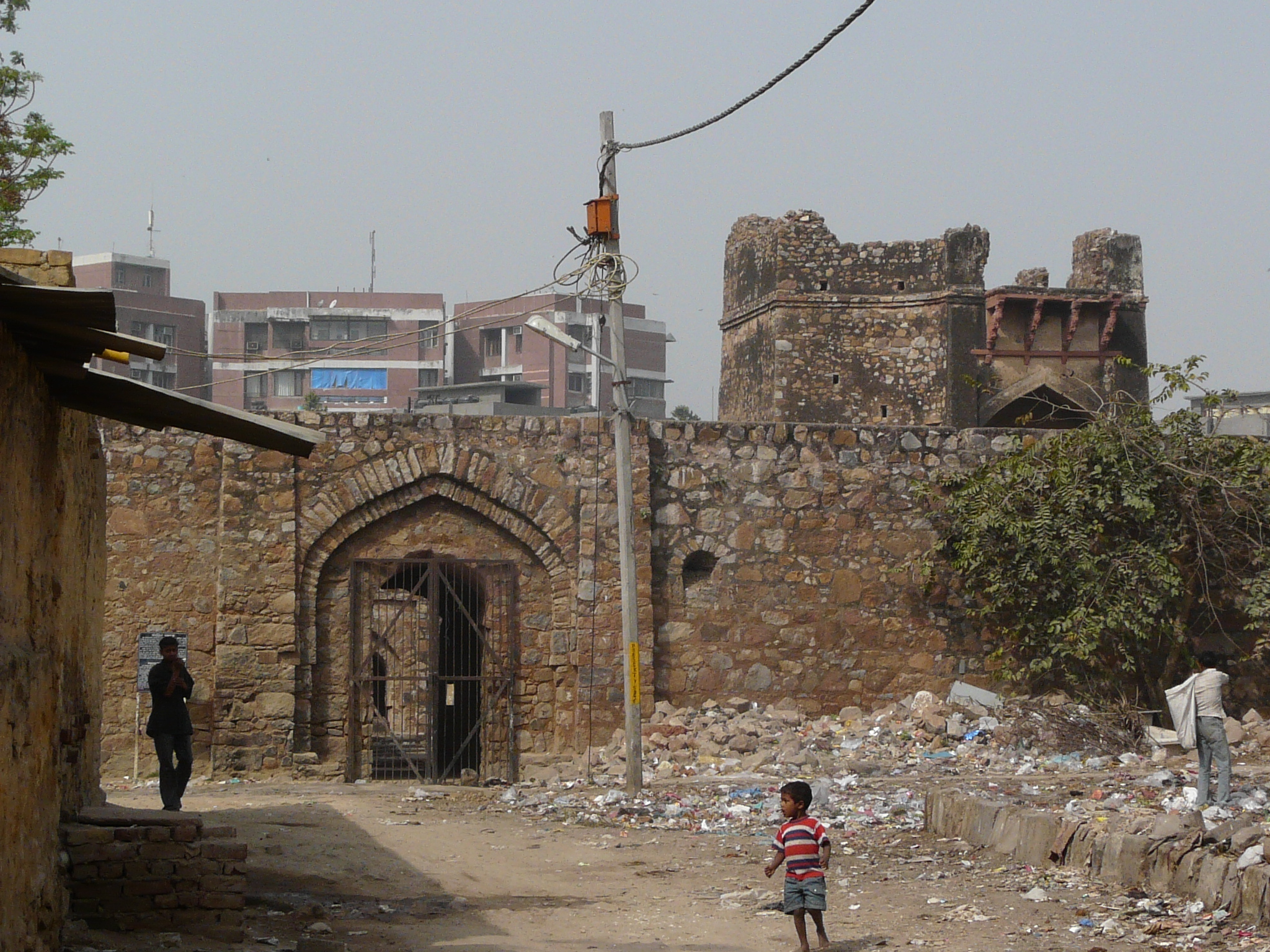
Serai Shahji Mahal

Más al este de la mezquita de Begumpur, en la aldea de Serai Shahji, se ven edificios del período mogol de los cuales el Serai Shaji Mahal es un monumento distintivo. El área que lo rodea está salpicada de puertas decrépitas, tumbas y una gran zona de tugurios. Un poco alejado de este lugar está la tumba del jeque Farid Murtaza Khan, a quien durante el periodo del emperador Akbar, se le atribuye la construcción de una serie de Serai, de una mezquita y del pueblo de Faridabad, que en la actualidad es una gran ciudad en Haryana.

## Otras edificaciones notables

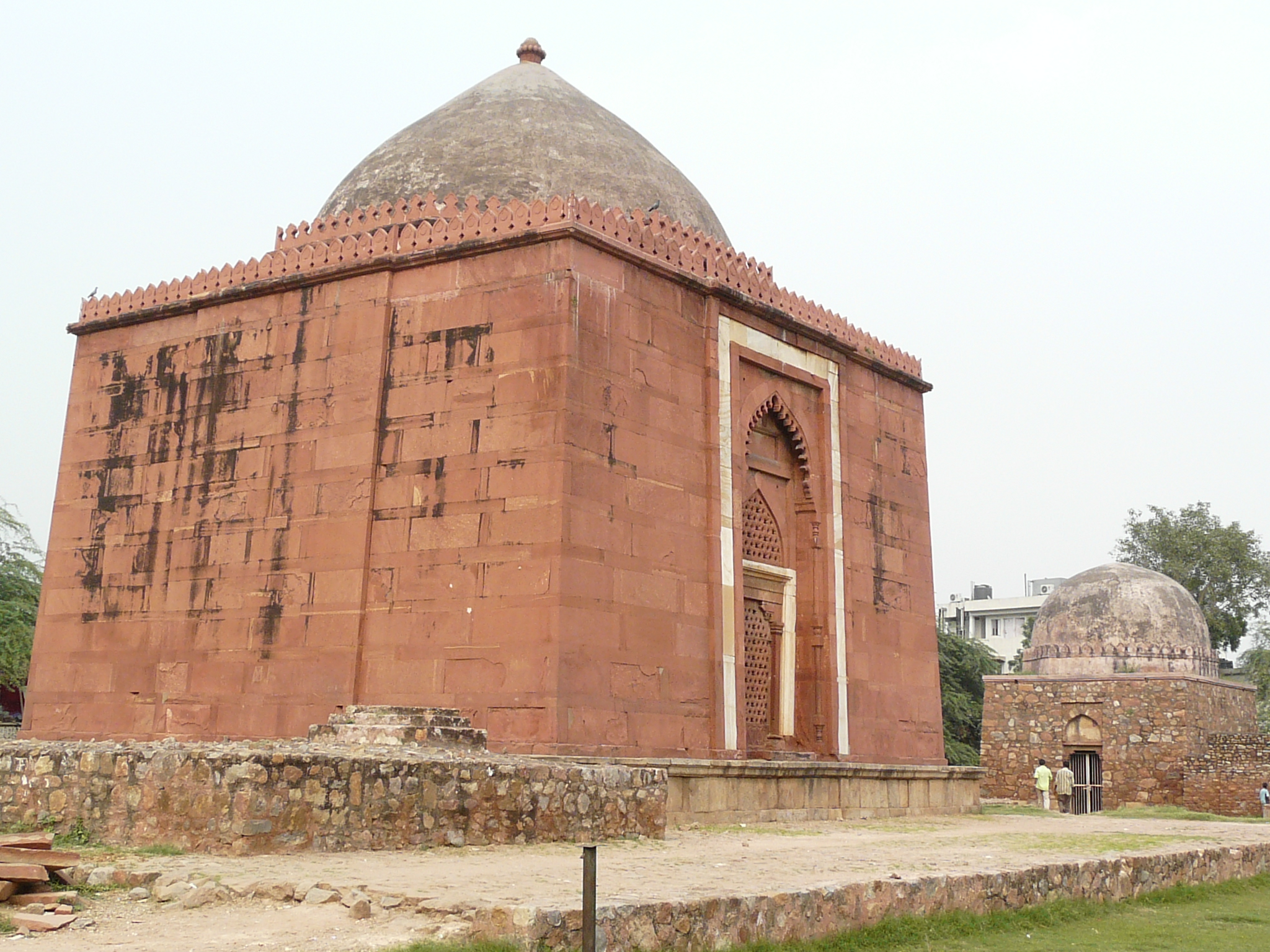
Lal Gumbad (Rakabwala Gumbad)

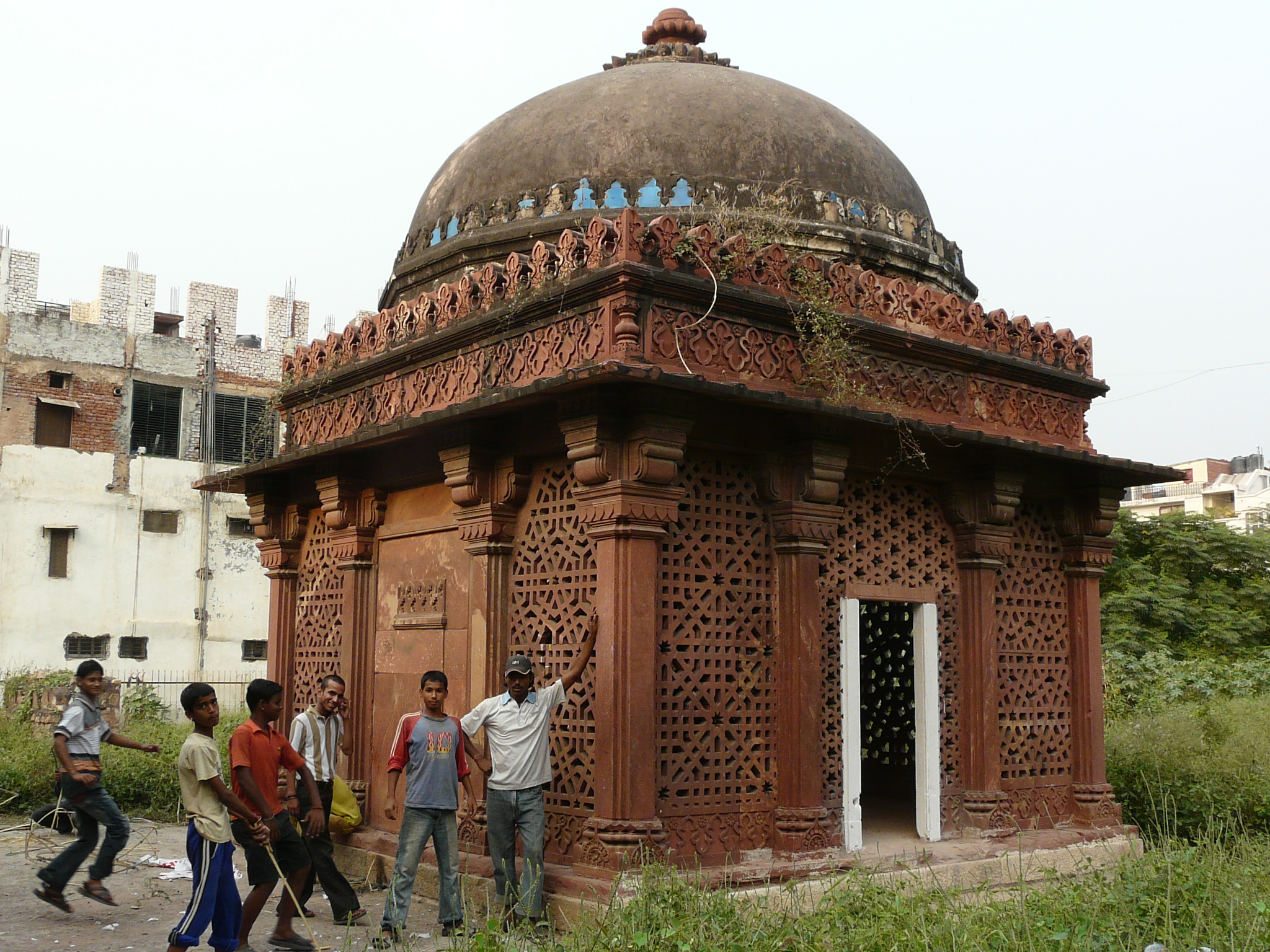
La tumba en el Enclave Sadhana

Hay otras edificaciones notables en el ámbito de 20 ha en las inmediaciones de la actual Escuela Pública Panchshila. 
El Lal Gumbad fue construido como una tumba para Shaikh Kabbiruddin Auliya (1397), un santo sufí que vivió en el siglo XIV como discípulo de otro santo sufí Shaikh Raushan Chiragh–i–Delhi. La tumba cupulada fue construida con piedra arenisca roja. Se considera que es una réplica reducida de la tumba de Ghiyasuddin Tughlaq en Tughlaqabad. La puerta de entrada a la tumba tiene un arco apuntado con bandas de mármol. También se le llama el Rakabwala Gumbad debido a que unos ladrones habían robado el remate del techo de la tumba subiendo por encima de los peldaños de hierro (llamados 'Rakab') de su pared occidental. Aparte de estas edificaciones, también se encuentran dentro de los muros de la tumba las cuatro paredes de una mezquita.
El enclave de Sadhana cuenta con Baradari, una sala abovedada. Se cree que fue construido en el siglo XIV o XV, pero se encuentra en un estado bastante bien conservado. También se ve cerca una tumba del período Lodi.
Más lejos del enclave de Sadhana, en el lado opuesto, en Shiekh Serai, se observan tres tumbas de las cuales solo una está bien conservada, la tumba con cúpula cuadrada de Sheikh Alauddin (1541-1542). El edificio se levanta sobre 12 columnas con mamparas perforadas en la fachada que tiene una gran cúpula, creando un tambor con dieciséis caras. El techo de la tumba está bien decorado con medallones en yeso en la enjutas de los arcos y dentro de los parapetos un diseño de almena

## Medidas de conservación
El Servicio Arqueológico de la India (ASI) realizó excavaciones arqueológicas en parte de las murallas del fuerte en su unión con el muro oriental de Qila Rai Pithora. Las excavaciones revelaron piedras toscas y pequeñas en los cimientos, seguidas de una cara de sillares en el muro exterior sobre el suelo. El ASI está actualmente involucrado en actividades de conservación de la muralla, disponiendo barandillas, mejoras ambientales e iluminación del área, a un costo de Rs 15 lakhs (unos 30 000 dólares).

## Ubicación moderna
Las ruinas de Jahanpanah se concentran principalmente en el sur de Delhi en los actuales suburbios de Kalu Sarai, Bijaymandal, Adchini, pueblo de Begumpur, IIT, cruce de Delhi, Aurobindo Marg, Malviya Nagar, Enclave Sur de Panchsheel, Enclave de Sadhana, Press Enclave Road, en el pueblo urbano de Chirag Delhi, Tuhghlaqabad y Qutub Minar. Las antiguas murallas de la ciudad se ven en pocos lugares, como al este de la aldea de Khirki, cerca de Satpula. La carretera de acceso principal desde Connaught Place al complejo de Qutub Minar pasa por el cruce del IIT, a una distancia de 14,5 km. La carretera de circunvalación exterior también cruza esta carretera en el cruce del IIT. Desde este cruce, se puede llegar a todas las ubicaciones desde la carretera de desvío Aurobindo Marg junto a las Essex Farms (frente a IIT, Delhi).

## Galería

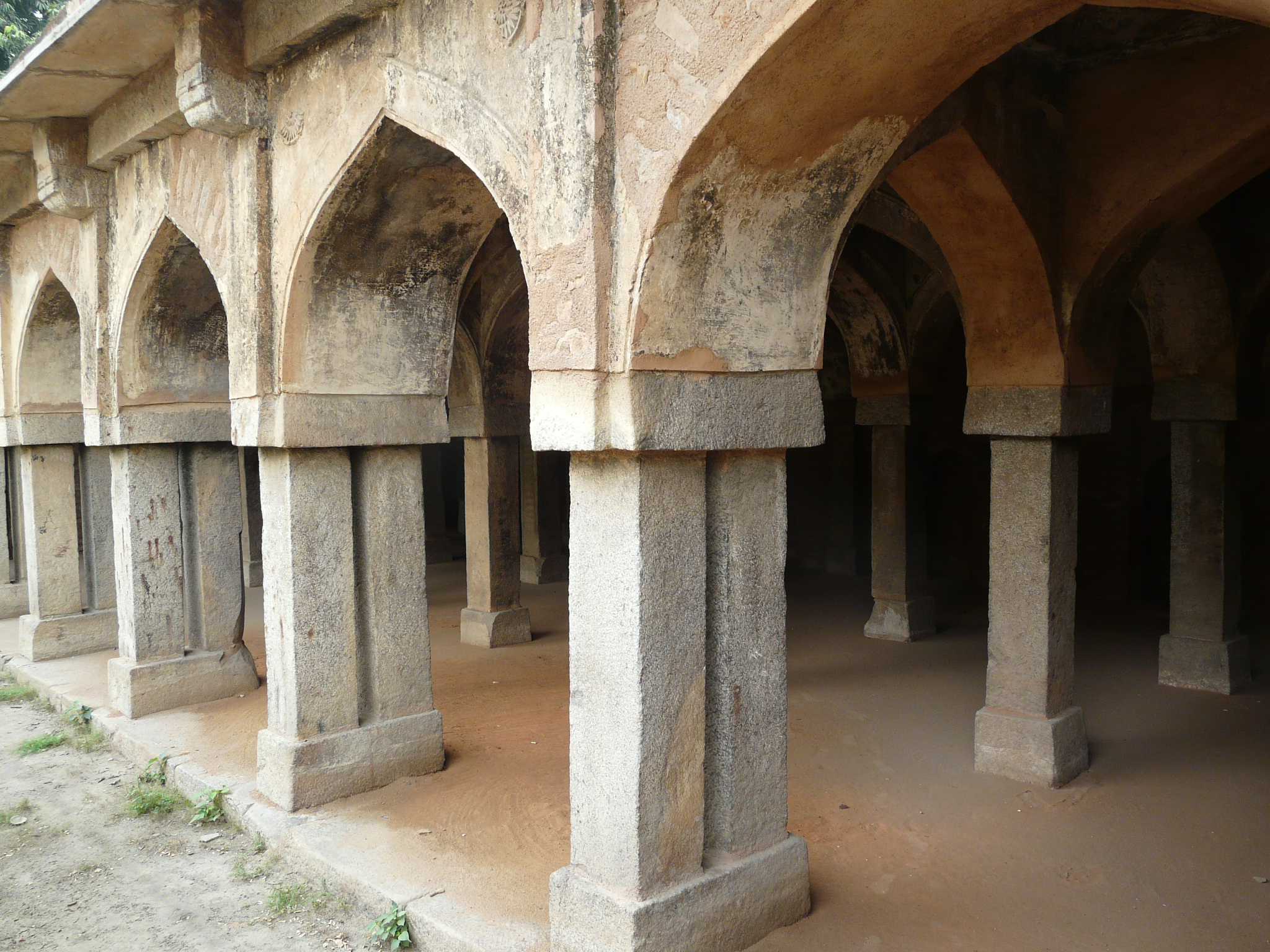
Baradari
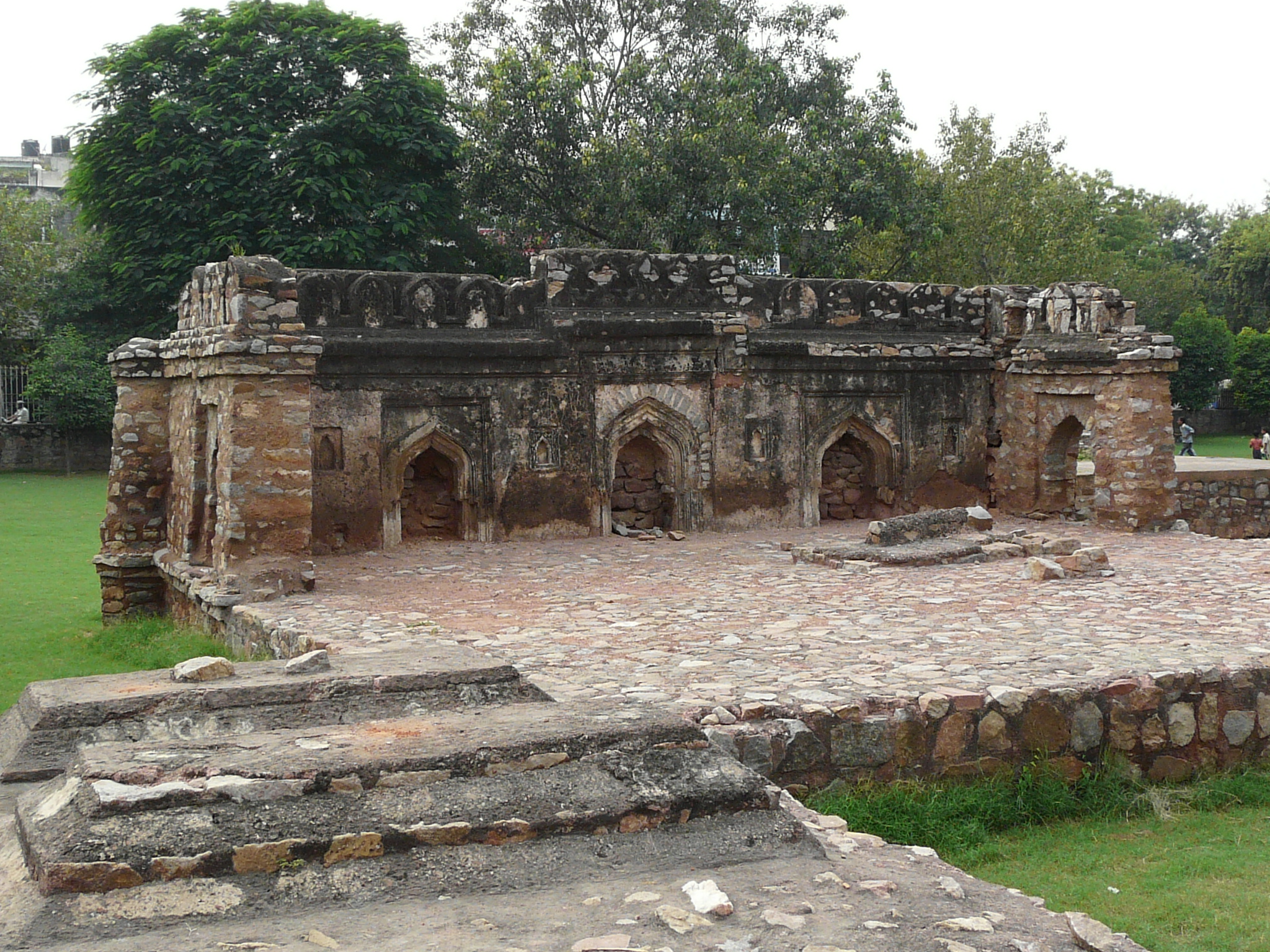
Muro de mezquita cerca de Lal Gumbad
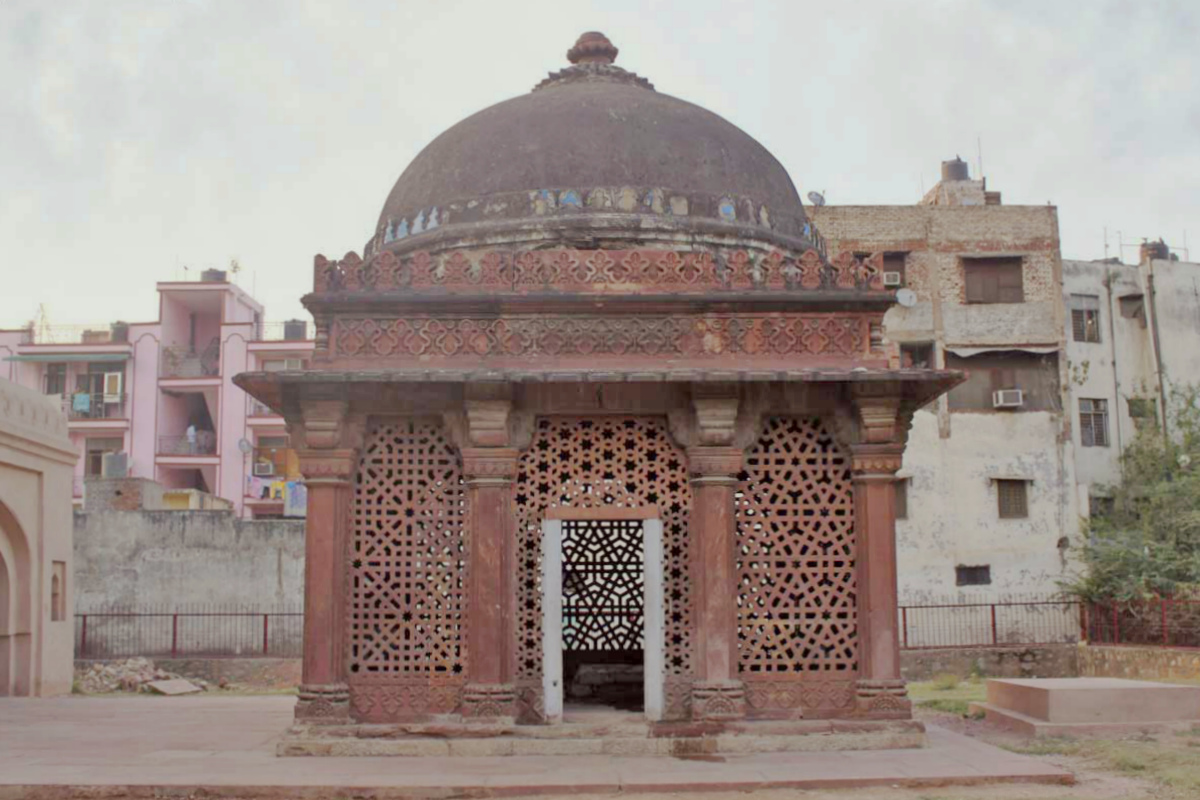
Tumba de Yusuf Qattaal
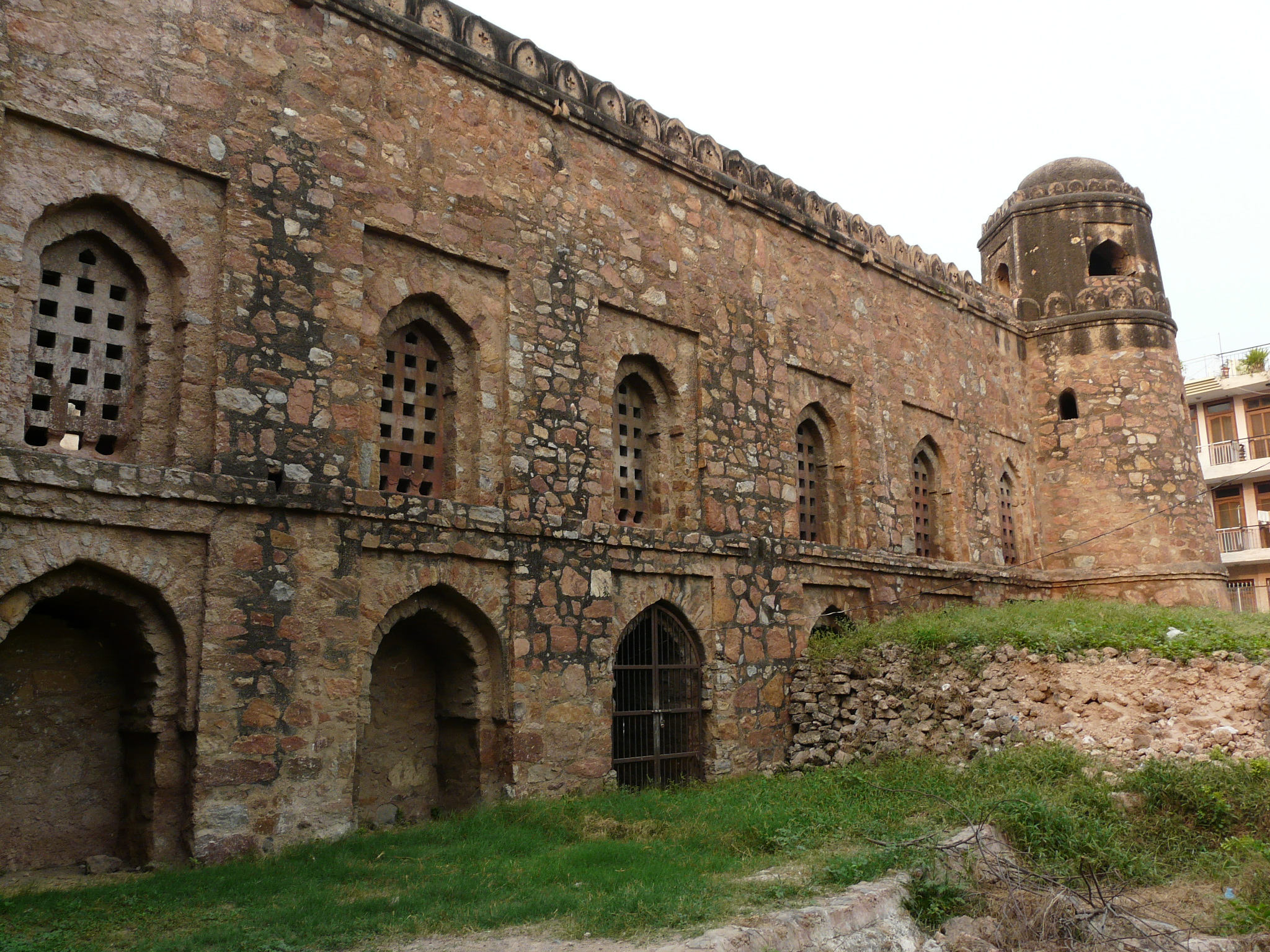
Exterior de la mezquita de Khirki
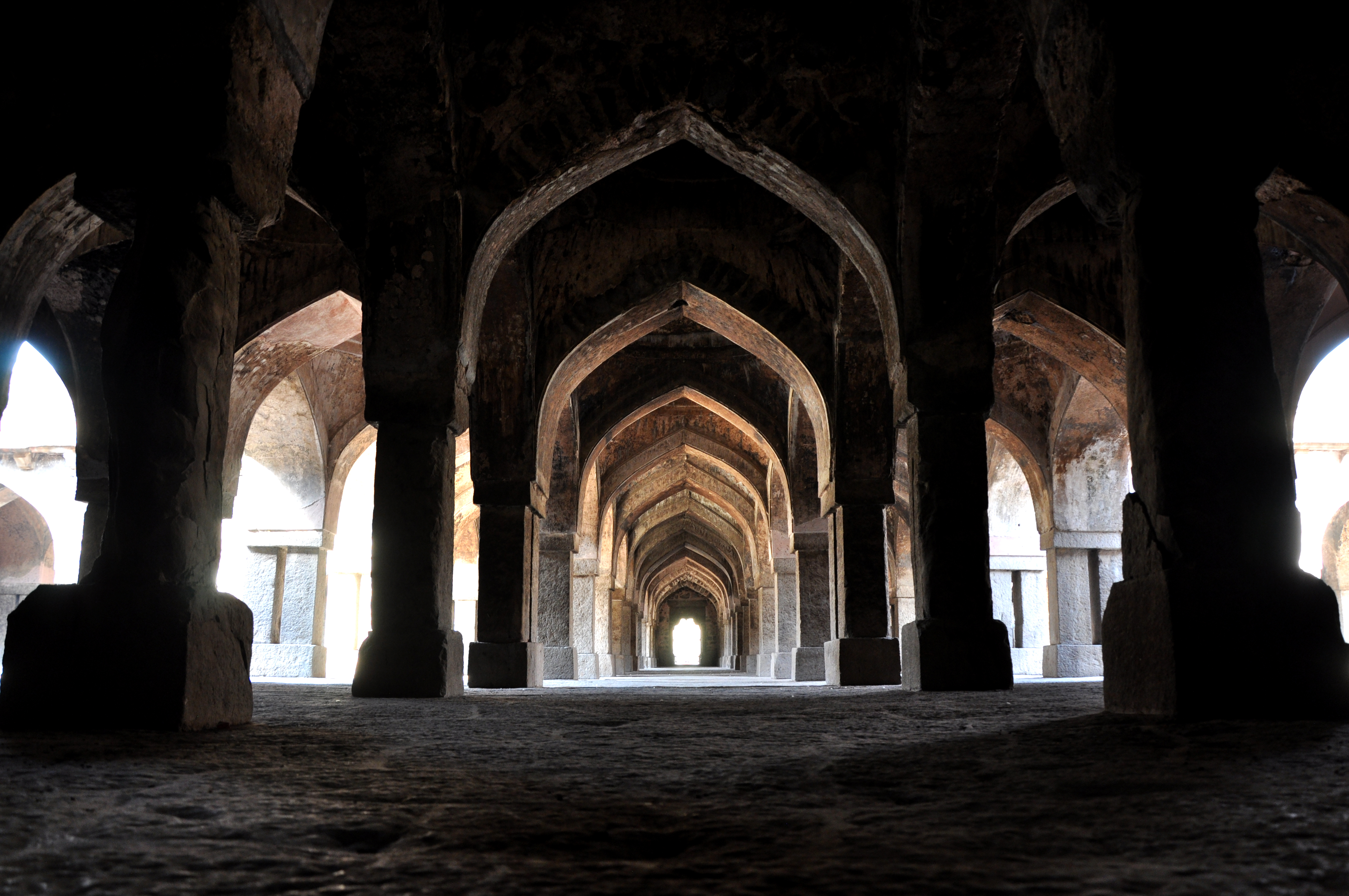
Interior de la mezquita de Khirki